# Комитет Государственной думы VIII созыва по строительству и жилищно-коммунальному хозяйству
Комитет Государственной думы по строительству и жилищно-коммунальному хозяйству образован 12 октября 2021 года на первом заседании Государственной думы VIII созыва.
Председателем Комитета выбран Пахомов Сергей Александрович, фракция «Единая Россия». В составе Комитета 19 депутатов.

## Состав Комитета
| №   | Депутат Государственной Думы РФ | Должность в Комитете | Фракция (одномандатник / по партийному списку) | Регион                                                                          | Фото |
| --- | --- | --- | ---------------------------------------------- | ------------------------------------------------------------------------------- | ---- |
| 1   | Пахомов Сергей Александрович | Председатель Комитета | Единая Россия (одномандатник)                  | Московская область Сергиево-Посадский одномандатный округ № 125                 |      |
| RIP | Качкаев Павел Рюрикович | Первый заместитель председателя Полномочия прекратились досрочно 5 мая 2025 года в связи с его смертью (Постановление ГД РФ №911398-8) | Единая Россия (одномандатник)                  | Республика Башкортостан Уфимский одномандатный округ № 3                        |      |
| 2   | Лябихов Роман Михайлович | Первый заместитель председателя | КПРФ (по партийному списку)                    | Владимирская область Ивановская область Костромская область Ярославская область |      |
| 3   | Кошелев Владимир Алексеевич | Первый заместитель председателя | ЛДПР (по партийному списку)                    | Все регионы Российской Федерации                                                |      |
| 4   | Аксёненко Александр Сергеевич | Заместитель председателя | СРЗП (одномандатник)                           | Новосибирская область Искитимский одномандатный округ № 137                     |      |
| 5   | Колунов Сергей Владимирович | Заместитель председателя с 25 июня 2024 года (Постановление Государственной Думы № 647904-8)                                           | Единая Россия (одномандатник)                  | Московская область Красногорский одномандатный округ № 120                      |      |
| 6   | Разворотнева Светлана Викторовна | Заместитель председателя | Единая Россия (одномандатница)                 | Москва Нагатинский одномандатный округ № 201                                    |      |
| 7   | Авдеев Михаил Юрьевич | Член Комитета | КПРФ (по партийному списку)                    | Оренбургская область Самарская область Ульяновская область                      |      |
| 8   | Аверов Дмитрий Львович | Член Комитета | Единая Россия (одномандатник)                  | Липецкая область Липецкий одномандатный округ № 114                             |      |
| 9   | Бахметьев Виталий Викторович | Член Комитета | Единая Россия (одномандатник)                  | Челябинская область Магнитогорский одномандатный округ № 192                    |      |
| 10  | Бидонько Сергей Юрьевич | Член Комитета | Единая Россия (по партийному списку)           | Свердловская область                                                            |      |
| 11  | Бондаренко Елена Вениаминовна | Член Комитета | Единая Россия (одномандатница)                 | Ставропольский край Георгиевский одномандатный округ № 68                       |      |
| 12  | Булавинов Вадим Евгеньевич | Член Комитета | Единая Россия (одномандатник)                  | Нижегородская область Канавинский одномандатный округ № 132                     |      |
| 13  | Вольфсон Илья Светославович | Член Комитета | Единая Россия (одномандатник)                  | Республика Татарстан Приволжский одномандатный округ № 26                       |      |
| 14  | Нестеренко Юрий Юрьевич | Член Комитета | Единая Россия (одномандатник)                  | Республика Крым Симферопольский одномандатный округ № 19                        |      |
| 15  | Нуриев Марат Абдулхаевич | Член Комитета | Единая Россия (одномандатник)                  | Республика Татарстан Центральный одномандатный округ № 31                       |      |
| ―   | Первышов Евгений Алексеевич до 4 ноября 2024 года (сложил полномочия депутата Государственной думы в связи с назначением на должность главы Тамбовской области) | Член Комитета до 4 ноября 2024 года (Постановление Государственной думы, №765247-8)                                                    | Единая Россия (одномандатник)                  | Краснодарский край Краснодарский одномандатный округ № 46                       |      |
| 16  | Ресин Владимир Иосифович | Член Комитета | Единая Россия (по партийному списку)           | Москва                                                                          |      |
| 17  | Сидякин Александр Геннадьевич | Член Комитета | Единая Россия (по партийному списку)           | Республика Башкортостан Воронежская область Херсонская область                  |      |
| 18  | Стрелюхин Александр Михайлович | Член Комитета | Единая Россия (одномандатник)                  | Саратовская область Энгельсский одномандатный округ № 166                       |      |
| 19  | Якубовский Александр Владимирович | Член Комитета | Единая Россия (одномандатник)                  | Иркутская область Братский одномандатный округ № 96                             |      |

## Вопросы ведения Комитета[1]
1) в сфере строительства:
Соотношение принятых законов, отклонённых и отозванных законопроектов (2021―2023)
 Принятые Федеральные законы (28 %) Отклонённые и отозванные законопроекты (72 %)
- развитие территорий;
- создание, правовое положение, полномочия публично-правовой компании «Фонд развития территорий»
- техническое регулирование в области градостроительной деятельности;
- саморегулирование в области инженирии, строительства, реконструкции, капитального ремонта, сноса объектов капитального строительства;
- ценообразование и сметное нормирование в области градостроительной деятельности;
- контроль за соблюдением градостроительного законодательства региональными и муниципальными органами власти;
- эксплуатация зданий и сооружений;
- освоение новых территорий для строительства и эксплуатации наёмных домов;
- ответственность за нарушение законодательства о градостроительной деятельности.

Федеральные законы по субъектам законодательной инициативы (2021-2023)
 Правительство РФ (34 %) Депутаты Государственной Думы (49 %) Сенаторы Российской Федерации (2 %) Парламенты субъектов Российской Федерации (15 %)
2) в сфере жилищной политики:
- мониторинг и анализ состояния жилищной сферы в Российской Федерации;
- мониторинг и координация проектов и программ жилищного строительства;
- мониторинг использования и обеспечение сохранности жилищного фонда Российской Федерации;
- гармонизация спроса и предложения на рынке жилья;
- право собственности и другие вещные права на жилые помещения;
- социальный наём жилых помещений, предоставление и пользование;
- обеспечение жилыми помещениями льготных категорий граждан;
- перевод жилого помещения в нежилое помещение и нежилого помещения в жилое помещение;
- переустройство и перепланировка помещений в многоквартирном доме;
- договоры найма жилых помещений из жилищного фонда;
- жилищные и жилищно-строительные кооперативы, их организация и деятельность, правовое положение членов;
- специализированный жилищный фонд, предоставление и пользование;
- товарищество собственников жилья, создание и деятельность, правовое положение членов;
- содержание и техническая эксплуатация общего имущества в многоквартирном доме;
- организация проведения капитального ремонта общего имущества в многоквартирных домах;
- управление многоквартирными домами, включая лицензирование такой деятельности;
- организация и осуществление жилищного надзора;
- приватизация государственного и муниципального жилищного фонда социального использования;
- ликвидация аварийного жилищного фонда и координация такой деятельности;
- реновация жилищного фонда.

3) в сфере жилищно-коммунального хозяйства:
- ценовая и тарифная политика в сфере жилищно-коммунального хозяйства;
- плата за жилое помещение и коммунальные услуги;
- финансовая поддержка на проведение капитального ремонта многоквартирных домов;
- переселение граждан из аварийного жилищного фонда;
- создание, правовое положение, полномочия государственной корпорации — Фонд содействия реформированию жилищно-коммунального хозяйства;
- реформирование и модернизация систем коммунальной инфраструктуры;
- отношения в сфере водоснабжения и водоотведения;
- информационные системы в сферах строительства и жилищно-коммунального хозяйства;
- подготовка к осенне-зимнему периоду и к отопительному сезону;
- обращение с твердыми коммунальными отходами.

4) в сфере долевого строительства многоквартирных домов, других объектов недвижимости:
- возникновение права собственности у участников долевого строительства;
- возмещение затрат на строительство по договору долевого строительства;
- гарантии защиты прав, законных интересов и имущества участников долевого строительства;
- создание, правовое положение, полномочия публично-правовой компании по защите прав граждан — участников долевого строительства.

## Федеральные законы, рассморенные Комитетом
За период работы Государственной Думы VIII созыва (с 2021 года) Комитетом по строительству и жилищно-коммунальному хозяйству было рассмотрено 144 законопроекта, 40 из которых стали Федеральными законами, 104 законопроекта были отклонены (по части 7 или 8 статьи 118 Регламента ГД).
Статистика  построена на основе открытого источника  ― автоматизированной системы обеспечения законодательной деятельности (СОЗД).
В 2021 году указанным Комитетом рассмотрено и принято Государственной думой 5 Федеральных законов .
|   | № закона | Суть закона |
| - | -------- | --- |
| 1 | № 436-ФЗ | Произошло объединение двух Фондов в один: «Фонд защиты прав граждан — участников долевого строительства» и «Фонд содействия реформированию жилищно-коммунального хозяйства». Новый «Фонд развития территорий», помимо объединённых полномочий, получил право развивать территорию в жилищно-коммунальной сфере. На взгляд Ассоциации юристов России, закон имеет ряд положений, допускающих неоднозначное толкование и неясность для участников гражданского оборота. |
| 2 | № 442-ФЗ | Дополнительная мера поддержки обманутых дольщиков. |
| 3 | № 447-ФЗ | Вводится независимая оценка квалификации специалистов в области строительства. |
| 4 | № 476-ФЗ | В российское законодательство вводятся понятия «блокированная жилая застройка», «дома блокированной застройки». Необходимостью коррекции норм блочного жилого строительства стала долгая правовая неурегулированность этого вопроса, а также непонятный правовой статус блочных жилых домов. С одной стороны, они обладают свойствами блокированной жилой застройки, а с другой — невозможностью причислить их к многоквартирным жилым домам. В связи с неопределённостью статуса домов блокированной застройки возникали сложности с документальной подготовкой к строительству. Теперь эти проблемы решены — приводятся критерии дома блокированной застройки. Также прописан вопрос о собственности на землю под домами блокированной застройки. В Градостроительный кодекс РФ официально введён термин «многоквартирный дом». Подробнее |
| 5 | № 498-ФЗ | Вводится мораторий управляющим компаниям на идентификаторы должника. Они необходимы УК для подачи иска в суд на этого должника с требованием выплатить задолженность по коммунальным платежам. |

В 2022 году Комитетом рассмотрено и принято Государственной думой РФ 12 Федеральных законов .
|    | № закона | Суть закона |
| -- | -------- | --- |
| 1  | № 5-ФЗ   | В российское законодательство вводятся понятия «норматив потерь горячей воды», «норматив потерь холодной воды» и «норматив потерь технической воды». По данным Российской ассоциации водоснабжения и водоотведения, потери воды при её добыче и доставке потребителям достигают 22%. Раньше потери воды оплачивал конечный потребитель. Теперь нормативы потерь воды будут учитываться при расчёте тарифов для потребителей (физических и юридических лиц). |
| 2  | № 58-ФЗ  | Установлены особые правила для арендаторов в отношении продления договора аренды на земельные участки, собственниками которых является либо государство, либо муниципалитеты. Продлить договор аренды, если срок окончания аренды выпадает на 2022―2024 гг., можно без проведения торгов. При этом федеральные и региональные органы власти не в праве отказать арендаторам в их желании пролонгировать договор. Важно, что публичные элементы градостроительной процедуры, ограничиваемые с 2017 года, законом разрешено не применять. Этим воспользовались два субъекта Российской Федерации — Москва и Санкт-Петербург. |
| 3  | № 100-ФЗ | В статье 190 Жилищного кодекса РФ меняется порядок завершения капитального ремонта в многоквартирных домах. |
| 4  | № 124-ФЗ | Установлен запрет на использование сметных нормативов и сметных цен строительных ресурсов при выполнении государственных и муниципальных контрактов на строительные работы. Цель поправок ― поэтапный переход всей строительной отрасли на механизм «Смета контракта». Кроме того, внесены новеллы в законы экологической направленности. На особо охраняемой природной территории (ООПТ) теперь возможно возведение объектов капитального и некапитального строительства без проведения государственной экологической экспертизы. Отдельными нормами малый и средний строительный бизнес дополнительно стимулирован тем, что финансовая и административная нагрузка на него уменьшена.                                                        |
| 5  | № 165-ФЗ | В данной новелле устанавливается число собственников в МКД, необходимых для утверждения решений общего собрания собственников — более половины из числа присутствующих на собрании собственников. Эта процедура подходит для всех решений ОСС, кроме способа управления домом и выбора управляющей компании. Для последних двух вопросов количество собственников на собрании должно быть более половины от всех собственников квартир в этом МКД. |
| 6  | № 217-ФЗ | Поправки касаются аннулирования лицензий управления МКД у управляющих компаний и порядка проведения общих собраний собственников. Также вводится запрет на внеочередное собрание собственников МКД. По мнению операторов ЖКХ, закон принят с нарушением Регламента Государственной думы: поправки, утверждённые во втором чтении, не согласоввывались с концепцией законопроекта, утверждённого в первом чтении. |
| 7  | № 350-ФЗ | В российское строительное законодательство, помимо типовой проектной документации, вводится понятие «типовое проектное решение». Новеллой расширен круг лиц, к которым могут быть направлены требования о возмещении вреда, вызванным нарушением конструктивной целостности здания. Градостроительное законодательство дополняется важной нормой, что основанием для сноса объекта капитального строительства является решение о комплексном развитии территории (КРТ). При этом решения собственника объекта, суда или органа местного самоуправления не требуется. |
| 8  | № 378-ФЗ | Вводятся дополнительные льготы по оплате ЖКХ для мобилизованных граждан и членов их семей. Ответственность за эти полномочия возлагается на высшие должностные лица субъектов РФ. |
| 9  | № 463-ФЗ | Продляется срок действия лицензии на осуществление предпринимательской деятельности по управлению многоквартирными домами. В Примечании даётся краткий экскурс (2015, 2017 годы) о реформе лицензирования по управлению МКД . Идёт дальнейшее развитие норм о лицензировании по управлению МКД (№ 3 от 2023 года) . |
| 10 | № 541-ФЗ | Закон ограничивает использование «Государственной информационной системы обеспечения градостроительной деятельности» (ГИСОГД). На федеральном уровне создаётся Единая информационная система «Стройкомплекс.РФ». ГИСОГД применяется теперь только на уровне субъектов Российской Федерации. Из числа технически сложных и опасных объектов капстроительства исключены некоторые здания (сооружения), связанные с использованием атомной энергии. |
| 11 | № 542-ФЗ | «Фонд развития территорий» наделяется правом завершить строительство проблемных новостроек на стадии незавершённого строительства. В таком случае Фонд обязан выплатить соответствующую компенсацию участникам долевого строительства. При этом устанавливаются критерии, на основании которых он может прекратить строительство. Также вводится положение, что граждане, заключившие договоры о КРТ жилой застройки, имеют право получить субсидии из средств Фонда. Целевое использование таких субсидий — создание или приобретение жилых помещений для граждан, переселяемых из аварийного жилищного фонда . |
| 12 | № 612-ФЗ | В Градостроительный кодекс введены новые положения об архитектурно-градостроительном облике (АГО) зданий (сооружений). В новом регулировании правила землепользования и застройки (ПЗЗ), а также градостроительные планы земельных участков (ГПЗУ) должны учитывать требования к АГО. Тем не менее, в городах федерального значения устанавливаются особенности регулирования АГО. Приведено Постановление Правительства РФ об утверждении требований к АГО и правил его согласования. Также приведён перечень объектов, на которые согласование АГО не требуется. В Приложении — история вопроса об утверждении АГО между региональными властями и федеральной властью России. Закон был принят в пользу первых, в ущерб федеральному центру. |

В 2023 году Комитетом рассмотрено и принято Государственной думой РФ 23 Федеральных закона. 
|    | № закона | Суть закона |
| -- | -------- | --- |
| 1  | № 71-ФЗ  | У газораспределительной организации появились исключительные права осуществлять техническое обслуживание и ремонт внутридомового газового оборудования (ВДГО) и внутриквартирного газового оборудования (ВКГО). Прямую выгоду от закона получают крупные газовые монополисты. Остальные, средние и мелкие игроки, будут выдавливаться с рынка. В Приложении — коллизия российского права, когда за взрыв газового оборудования в МКД ответственность императивно несёт управляющая компания, хотя вина лежит на собственнике помещения, не обслужившего свою плиту вовремя. |
| 2  | № 240-ФЗ | Поправки в 14 Федеральных законов приводятся в соответствие с терминологией Федерального закона «Об общих принципах организации местного самоуправления в Российской Федерации» (в ред. от 1 мая 2019 года, № 87-ФЗ). Закон №240-ФЗ также призван уравнять полномочия муниципальных и городских округов. |
| 3  | № 273-ФЗ | Новеллой вводится положение, согласно которому непродление срока действия лицензии по управлению многоквартирным домом (МДК) влечёт прекращение её действия. Непродлённая лицензия приравнивается к прекращённой. В этом случае описываются правовые шаги для общего собрания собственников в МКД, муниципалитетов, а также лицензиата, которому не продлили лицензию. |
| 4  | № 276-ФЗ | Изменения уточняют жилищные права граждан, чьи дома попадают под комплексное развитие территории жилой застройки и определяет механизм выселения «последнего жильца» в многоквартирном доме. К Минстрою РФ переходят некоторые полномочия Минцифры РФ, связанные с ГИС ЖКХ. |
| 5  | № 305-ФЗ | Законодательные изменения направлены на дальнейшую оптимизацию градостроительной деятельности. Главная цель закона — значительно ускорить инвестиционно-строительный цикл. Государственная экологическая экспертиза и экспертиза проектной документации будут проходить по принципу «одного окна». Правительство РФ наделяется полномочиями по установлению единого порядка подготовки и утверждения документации по планировке территорий (ДПТ). Предполагается, что это значительно ускорит градостроительную деятельность. В старом регулировании за аналогичную документацию отвечали местные, региональные власти, а также другие компетентные органы. Вводится субсидиарная ответственность саморегулируемой организации (СРО) по возмещению вреда собственнику здания. Правительство РФ также наделяется полномочиями по планировке исторических поселений. |
| 6  | № 310-ФЗ | Уменьшена по срокам процедура переселения граждан в рамках программы реновации в городе Москве. Переданы полномочия от Министерства природных ресурсов и экологии РФ (федеральный уровень) к городу Москве (региональный уровень) над национальным парком Лосиный остров. Закон вызвал обеспокоенность экспертов-экологов судьбой этого национального парка. По их мнению, снижение надзора за национальным парком приведёт к усилению антропогенной нагрузки и дальнейшему дроблению его угодий на части. |
| 7  | № 365-ФЗ | До 1 сентября 2023 года для проведения любых работ в многоквартирных домах-памятниках (МКДП) требовалось привлечение специальных лицензируемых организаций, с проведением государственной историко-культурной экспертизы, длительными согласованиями с департаментом культурного наследия. С 1 сентября 2023 года устанавливется упрощённый порядок проведения капитального ремонта общего имущества в МКДП. Государственная историко-культурная экспертиза в целях выполнения таких работ с указанной даты не проводится. |
| 8  | № 421-ФЗ | Поправки разработаны в пользу застройщиков уникальных объектов. Приводится определение уникального объекта в Градостроительном кодексе РФ. В случае, если застройщик не успевает в срок завершить долевое строительство, выплата неустоек юридическим и физическим лицам значительно снижена, чем была ранее, до принятия этой новеллы. Приведена новая схема расчёта такой компенсации для физических и юридических лиц. |
| 9  | № 433-ФЗ | Новелла регулирует механизм централизованных закупок материалов, оборудования, в том числе высокотехнологичного, для капитального ремонта общего имущества в многоквартирном доме. |
| 10 | № 434-ФЗ | Новелла ограничивает право жильцов на односторонний отказ от услуг управляющей компании (УК). В Примечании даётся практика правоприменения закона. |
| 11 | № 435-ФЗ | Увеличен первый уровень ответственности строительных саморегулируемых организаций (СРО), с 60 до 90 млн рублей. В описании закона раскрыта суть термина «уровень ответственности» в Градостроительном кодексе Российской Федерации. |
| 12 | № 438-ФЗ | Объёмный правовой акт, основная суть которого — установление границ населённых пунктов, территориальных зон, земельных участков сельскохозяйственного назначения, их пересечений друг с другом и с линейными объектами, с обязательным включением сведений о них в ЕГРН, а также сведений о них в документы территориального планирования и правила землепользования и застройки. Главная причина разработки поправок — отсутствие сведений о границах населённых пунктов и границах территориальных зон, что оказывает негативный эффект на градостроительную деятельность. |
| 13 | № 441-ФЗ | Поправки регулируют проведение общих собраний собственников в МКД с использованием информационной системы. Закон направлен на инициаторов онлайн голосования. Инициатор обязан предоставить всю информацию об администраторе собрания. Устанавливается, что именно должен указать инициатор собрания об администраторе, если им является юридическое лицо и что указать, если им является физическое лицо. Ранее вопрос с администратором не был так конкретизирован в жилищном законодательстве. Им мог быть любой человек, в том числе и тот, который вовсе не имел отношения к дому. В Примечании — проблемы правоприменения (фальсификации протоколов общего собрания собственников, заведомо незаконное проведение собрания собственников) и предложения к их устранению. |
| 14 | № 532-ФЗ | Данная новелла даёт право городу Москве устанавливать собственную методику расчета среднемесячного объёма потребления тепла, определять размер платы за отопление и устанавливать корректировку размера платы за отопление. Предпосылками к разработке данного закона стали «климатические качели» между тёплой зимой 2020 года и холодной в 2021 году. В итоге корректировка оплаты в начале 2022 года оказалась для многих москвичей непосильной. Данная мера направлена на недопущение социальных волнений в Москве. Комиссия по обеспечению жилищных прав граждан Государственной думы вынесла отрицательное заключение на законопроект и рекомендовала депутатам Государственной думы его отклонить. |
| 15 | № 561-ФЗ | Устанавливается право субъектов Российской Федерации, а также собственников МКД проводить технические обследования МКД перед осуществлением капитального ремонта. Сроки выполнения работ по капитальному ремонту МКД будут зависеть от технического состояния МКД. Если МКД признают домом с большим износом, то сроки ремонта подвинут на более ранний срок. Операторы ЖКХ опасаются, что региональные власти могут перенести срок капитального ремонта на более поздний срок, получив выгодные для себя результаты техобследования. Подробнее — |
| 16 | № 592-ФЗ | Ранее (до 12 декабря 2023 года) председатель совета многоквартирного дома (МКД) имел право выступать в суде в качестве представителя собственников квартир в данном доме по делам, связанным с управлением данным домом и предоставлением коммунальных услуг на основании доверенности. С 12 декабря 2023 года сфера представительства в суде расширяется на основании договора, заключаемого с собственниками МКД. Проблема состоит в том, что порядок судопроизводства в Российской Федерации должен определятся не Жилищным кодексом РФ, куда вносится данная новелла, а Гражданско-процессуальным кодексом РФ. Мало того, судебное представительство против воли собственников жилья несёт в себе потенциальное нарушение их процессуальных прав, если они голосовали «против» кандидатуры представителя либо их мнение не выражено. Кроме того, нарушен универсальный принцип, заложенный в ГПК РФ: уполномоченный представитель представляет все интересы в суде, кроме тех, которые запрещены законом и (или) собственниками МКД. В законе №592-ФЗ оговорен противоположный принцип — представитель собственников должен представлять только те интересы, которые прописаны в договоре. Но, с учётом многофакторности процессуальных действий и механизмов, сопровождающих каждый судебный процесс, подобный принцип может привести к тупику в процессуальном праве и коллизиям в его применении. Подробнее — |
| 17 | № 593-ФЗ | Поправками регулируются вопросы заключения прямых договоров между собственниками помещений в многоквартирном доме и ресурсоснабжающими организациями. Отдельная норма касается коммунальных услуг по обращению с твердыми коммунальными отходами |
| 18 | № 601-ФЗ | Данный закон принят во исполнение Постановления Конституционного суда Российской Федерации от 12 июля 2022 года, № 30-П. Речь идёт о секциях многоквартирного дома, введённых в эксплуатацию в разное время. Жилищным кодексом РФ данный вопрос никак не регулировался, а обязательная норма уплаты взносов на капремонт ложилась на всех жильцов дома одинаково. КС РФ указал, что разные секции одного дома будут отличаться друг от друга своим техническим состоянием, поэтому данное положение признано неконституционным. Подробнее — |
| 19 | № 602-ФЗ | Закон освобождает физических лиц, нуждающихся в социальной поддержке (пенсионеров, инвалидов, членов многодетных семей) от оплаты комиссионного вознаграждения кредитным организациям (банкам) и платежным агентам за следующие виды платежей: - перечисление платы за жилое помещение и жилищно-коммунальные услуги (ЖКУ); - пени за жилое помещение и коммунальные услуги. Исключение из этого регулирования — Почта России, где комиссию за обслуживание брать не прекратят. Подробнее — |
| 20 | № 608-ФЗ | Новелла изменяет процедуру перевода помещения из жилого в нежилое (и наоборот). Впервые в законодательстве установлено, что именно понимать под «перепланировкой помещения» и «переустройством помещения». |
| 21 | № 627-ФЗ | Поправки призваны устранить противоречия, с которыми столкнулся механизм комплексного развития территорий (КРТ) за первые три года его применения. Вводится понятие «оператор КРТ» и устанавливается круг его обширных полномочий. К операторам КРТ переходит часть государственных полномочий по принятию решения о проведении торгов и определению организаторов таких торгов. Оператор КРТ может передать в субаренду земли из государственного либо муниципального фонда без согласия арендодателя. Оператор КРТ вправе ходатайствовать об изъятии земельных участков для государственных либо муниципальных нужд. Если собственники объектов, которые попадают под КРТ, захотят заключить договор с оператором КРТ, то у них есть на это всего 60 дней. В ином случае муниципалитет обладает законным правом отклонить предложения собственников и утвердить КРТ по собственному усмотрению. Подробнее — |
| 22 | № 653-ФЗ | В Технический регламент по безопасности зданий и сооружений (ТР БЗС) вводится параметрический метод нормирования в строительстве. В отличие от предписывающего метода, применявшегося ранее, когда нормирование состояло из поэлементного описания объектов строительства, параметрический метод основан на иерархии целей и задач. В предписывающем методе разрабатывались чёткие стандарты и своды правил, выполнение которых было обязательным. При параметрическом методе все нормы и правила становятся рекомендательными, кроме тех, что содержатся в ТР БЗС. Эксперты в области строительства осторожны в оценках перехода на параметрический метод нормирования. Главная проблема — недостаточная квалификация кадров под новый метод нормирования. Более того, в России параметрический метод понимается как «демократизация» проектирования и строительства. Это не совсем согласуется с западной концепцией параметрического нормирования. Подробнее — |
| 23 | № 662-ФЗ | Новеллой ужесточены требования к соискателям лицензии на право управлять многоквартирными домами. Закон разработан в целях защиты рынка коммунальных услуг от «серых схем»: управляющая компания (УК) допускает ряд нарушений, в то время как учредитель специально подводит её к процедуре банкротства, уходя от ответственности. Для этого, помимо руководителя УК, в реестр дисквалифицированных лиц также будут вносить и учредителя. Наличие в реестре соответствующей записи вносит их в «чёрный список», не позволяя им быть соискателями лицензии вновь. Подробно — |

### 2021 год
| №                                | Федеральный закон | Содержание закона | Субъект законодательной инициативы                                                      | Примечание |
| -------------------------------- | --- | --- | --------------------------------------------------------------------------------------- | --- |
| 1                                | О внесении изменений в Федеральный закон «О публично-правовой компании по защите прав граждан — участников долевого строительства при несостоятельности (банкротстве) застройщиков и о внесении изменений в отдельные законодательные акты Российской Федерации» и отдельные законодательные акты Российской Федерации от 30 декабря 2021 года, № 436-ФЗ (о создании публично-правовой компании «Фонд развития территорий»)                                           | Публично-правовая компания «Фонд защиты прав граждан — участников долевого строительства» переименована в публично-правовую компанию «Фонд развития территорий» (далее — Фонд). К Фонду также присоединена государственная корпорация — «Фонд содействия реформированию жилищно-коммунального хозяйства». Фонд наделен рядом функций и полномочий публично-правового характера: - защита прав участников долевого строительства — он будет формировать компенсационный фонд за счёт отчислений застройщиков и выплачивать возмещение обманутым дольщикам. Новое полномочие — финансирование работ по завершению строительства проблемных домов и объектов инфраструктуры; - модернизация жилищно-коммунального хозяйства и сокращение непригодного для проживания жилищного фонда — к полномочиям Фонда отнесена финансовая поддержка на переселение граждан из аварийного жилья. Субъекты РФ получат целевые средства на безвозмездной и безвозвратной основе на комплексное развитие территории жилой застройки, капитальный ремонт многоквартирных домов и модернизацию систем коммунальной инфраструктуры. Фонд также наделяется правом предоставлять займы юридическим лицам для строительства, реконструкции и модернизации объектов инфраструктуры, а также для строительства наёмных домов. Правительство РФ может определить иные цели для таких займов; - устойчивое развитие территорий и создание комфортных и благоприятных условий для проживания граждан — у Фонда будут полномочия взаимодействовать с органами государственной власти и местного самоуправления, а также выступать самому в роли застройщика. Законодатель создаёт публично-правовую компанию «Фонд развития территорий» путём объединения публично-правовой компании (ППК) «Фонд защиты прав граждан — участников долевого строительства» и государственной корпорации (ГК) «Фонд содействия реформированию жилищно — коммунального хозяйства». Таким образом, законодатель предпочёл выбрать ППК в качестве организационно-правовой формы, чем ГК. Определяющим критерием различия между ППК И ГК являются источники финансирования. У ГК источником формирования имущества всегда выступают взносы Российской Федерации. У ППК источники имущества формируются из: - обязательных взносов застройщиков; - имущества, которое приобретено за счёт инвестирования денежных средств; - добровольных имущественных взносов; - иных оснований. С точки зрения организационно-правовой природы, ППК обладает значительным экономическим преимуществом. Госкорпорации по своей природе несостоятельны в социальных сферах. У «Фонда развития территорий» есть значительный потенциал к решению задач в области жилищно-коммунального развития, нежели чем у предыдущей госкорпорации. В августе 2021 года Кемеровским региональным отделением Ассоциации юристов России подготовлено заключение общественной экспертизы на данный законопроект (ЗП). На взгляд профессиональной ассоциации, ЗП имеет ряд положений, допускающих неоднозначное толкование и неясность для участников гражданского оборота. В ЗП прописано, что имущество «Фонда развития территорий» принадлежит ему на праве собственности. Однако отдельными положениями ЗП предусмотрено, что Правительство РФ имеет право установить особый правовой режим, не допускающий обращения взыскания на имущество по требованиям кредиторов Фонда. Перечня такого имущества законопроект не содержит, что может привести к произвольному толкованию и даже ретроактивному включению такого имущества в перечень. Не понятен термин «обращение взыскания». Неясно, означает ли он защиту имущественной массы Фонда от виндикационных исков и исков, связанных с реституцией, включая иски процедуры несостоятельности. Право Правительства РФ по «ограничению взыскания на имущество» имеет признаки ограничения права собственности Фонда, если указанное действие осуществляется без согласования с Фондом или без учёта его мнения. Термин «взыскание» в ЗП не раскрыт, что может являться скрытым запретом для Фонда на отчуждение такого имущества, в том числе по гражданско-правовым сделкам, прекращающим обязательство. Исходя из вышесказанного, ЗП может создать условия для дискриминации контрагентов (кредиторов) Фонда, поскольку законопроект ограничивает эффективность защиты их имущественных прав. Вступление закона в силу — с 1 января 2022 года | Правительство Российской Федерации (Правительство Мишустина)                            | Изменения в законы: статья 1 — «О публично-правовой компании по защите прав граждан — участников долевого строительства при несостоятельности (банкротстве) застройщиков и о внесении изменений в отдельные законодательные акты Российской Федерации» от 29 июля 2017 года N 218-ФЗ; статья 2 — «О защите прав и законных интересов инвесторов на рынке ценных бумаг» от 5 марта 1999 года N 46-ФЗ; статья 3 — Земельный кодекс РФ; статья 4 — «О несостоятельности (банкротстве)» от 26 октября 2002 года N 127-ФЗ; статья 5 — «О государственных и муниципальных унитарных предприятиях» от 14 ноября 2002 года N 161-ФЗ; статья 6 — Градостроительный кодекс Российской Федерации; статья 7 — «О введении в действие Градостроительного кодекса Российской Федерации» от 29 декабря 2004 года N 191-ФЗ; статья 8 — «Об участии в долевом строительстве многоквартирных домов и иных объектов недвижимости и о внесении изменений в некоторые законодательные акты Российской Федерации» от 30 декабря 2004 года N 214-ФЗ; статья 9 — «О дополнительных мерах государственной поддержки семей, имеющих детей» от 29 декабря 2006 года N 256-ФЗ; статья 10 — «О Фонде содействия реформированию жилищно-коммунального хозяйства» от 21 июля 2007 года N 185-ФЗ; статья 11 — О внесении изменений в Федеральный закон «О Фонде содействия реформированию жилищно-коммунального хозяйства» и отдельные законодательные акты Российской Федерации от 1 декабря 2008 года N 225-ФЗ; статья 12 — О внесении изменений в Федеральный закон «О Фонде содействия реформированию жилищно-коммунального хозяйства» и Федеральный закон «Об участии в долевом строительстве многоквартирных домов и иных объектов недвижимости и о внесении изменений в некоторые законодательные акты Российской Федерации» и о признании утратившими силу отдельных положений законодательных актов Российской Федерации от 17 июля 2009 года N 147-ФЗ; статья 13 — «О государственной информационной системе жилищно-коммунального хозяйства» от 21 июля 2014 года N 209-ФЗ; статья 14 — «О государственной регистрации недвижимости» от 13 июля 2015 года N 218-ФЗ; статья 15 — «О содействии развитию и повышению эффективности управления в жилищной сфере и о внесении изменений в отдельные законодательные акты Российской Федерации» от 13 июля 2015 года N 225-ФЗ; статья 16 — «О внесении изменений в отдельные законодательные акты Российской Федерации» от 29 июля 2017 года N 267-ФЗ; статья 17 — О внесении изменений в Федеральный закон «Об участии в долевом строительстве многоквартирных домов и иных объектов недвижимости и о внесении изменений в некоторые законодательные акты Российской Федерации» и отдельные законодательные акты Российской Федерации от 25 декабря 2018 года N 478-ФЗ; статья 18 — О внесении изменений в Федеральный закон «Об участии в долевом строительстве многоквартирных домов и иных объектов недвижимости и о внесении изменений в некоторые законодательные акты Российской Федерации» и отдельные законодательные акты Российской Федерации от 27 июня 2019 года N 151-ФЗ; статья 19 — «О внесении изменений в отдельные законодательные акты Российской Федерации» от 27 декабря 2019 года N 469-ФЗ; статья 20 — О внесении изменений в Федеральный закон «Об участии в долевом строительстве многоквартирных домов и иных объектов недвижимости и о внесении изменений в некоторые законодательные акты Российской Федерации» и отдельные законодательные акты Российской Федерации от 13 июля 2020 года N 202-ФЗ; статья 21 — О внесении изменений в Федеральный закон «Об участии в долевом строительстве многоквартирных домов и иных объектов недвижимости и о внесении изменений в некоторые законодательные акты Российской Федерации» и отдельные законодательные акты Российской Федерации от 1 июля 2021 года N 273-ФЗ; статья 22 — признание утратившими силу отдельных положений Федеральных законов (21 пункт) . |
| 2                                | О внесении изменения в статью 8 Федерального закона «О внесении изменений в Федеральный закон «Об участии в долевом строительстве многоквартирных домов и иных объектов недвижимости и о внесении изменений в некоторые законодательные акты Российской Федерации» и отдельные законодательные акты Российской Федерации» от 30 декабря 2021 года, № 442-ФЗ (о дополнительном механизме восстановления прав пострадавших граждан ― участников долевого строительства) | Федеральным законом до 1 января 2024 года продлено действие нормы о предоставлении без торгов в аренду земельного участка юридическим лицам для завершения строительства проблемных домов и исполнения обязательств застройщика перед обманутыми дольщиками. При этом земля должна состоять в государственном либо муниципальном фонде земельных участков. Упрощённый порядок предоставления компенсационных земельных участков для застройщиков, которые взяли на себя обязательства по достраиванию проблемных объектов, появился в 2018 году и первоначально был установлен до 1 января 2022 года. Ожидалось, что к этому времени будут окончательно решены проблемы всех дольщиков, но на начало 2022 года в Едином реестре проблемных объектов числилось 2,6 тысячи домов. | Депутаты Государственной Думы Пахомов С. А. Лябихов Р. М. Кошелев В. А. Аксененко А. С. | Закон вступил в силу со дня его официального опубликования — с 30 декабря 2021 года |
| 3                                | О внесении изменений в Градостроительный кодекс Российской Федерации и отдельные законодательные акты Российской Федерации от 30 декабря 2021 года, № 447-ФЗ (совершенствование саморегулирования предпринимательской деятельности в сфере строительства и введения независимой оценки квалификации специалистов в данной сфере) | Федеральный закон вносит изменения в Градостроительный кодекс РФ (ГрК РФ) и семь законодательных актов России*. Вводится обязательная независимая оценка квалификации (НОК) для специалистов, организующих работы по строительству, инженерным изысканиям и архитектурно-строительному проектированию. Сведения о них вносятся в Национальный реестр специалистов в области строительства (НОСТРОЙ). В закон также включена норма о рассмотрении заявлений физлиц о включении их данных в НОСТРОЙ (10 рабочих дней), а также уточнены понятия «специалист по организации строительства», «специалист инженерных изысканий» и «специалист архитектурно-строительного проектирования». Определены трудовые функции этих специалистов и их должностные обязанности. Чтобы попасть в НОСТРОЙ, специалист должен иметь стаж работы в строительстве не менее 10 лет (помимо высшего образования). Из них 3 года — на инженерных должностях или не менее 5 лет при прохождении им НОК (в соответствии с Федеральным законом «О независимой оценке квалификации» от 3 июля 2016 года № 238-ФЗ). НОК для этих специалистов — теперь обязательная процедура. Она заменила ранее существовавшее требование к периодическому повышению квалификации. Чтобы оставаться в НОСТРОЙ в качестве специалиста, необходимо с периодичностью в пять лет подтверждать свою квалификацию. Данная норма действует с 1 сентября 2022 года. Вводится в действие Единый реестр членов саморегулируемых организаций (Реестр СРО) с целью упрощения процедур, связанных с государственным заказом, контролем исполнения договоров, заключённых в соответствии с Законом о госзакупках (№ 44-ФЗ) и(или) о корпоративных закупках (№ 223-ФЗ). Тем не менее, выписка из реестра членов СРО исключена из состава документов, необходимых участнику аукциона для того, чтобы заключить договор об освоении территории в целях строительства и эксплуатации наёмного дома социального использования. Также в новой статье 55.26-1 ГрК РФ закрепляется порядок признания объекта капитального строительства аварийным и подлежащим сносу или реконструкции, а в новой главе 6.5 прописываются основания отнесения объектов капитального строительства к незавершённым, а также устанавливаются случаи включения таких объектов в региональные и федеральный реестры незавершённых объектов. Если объект в федеральной собственности, то решение о признании его аварийным выдаётся федеральным уполномоченным органом; если объект в региональной собственности — региональным уполномоченным органом. Если объект в любой другой форме собственности, то решение выдаётся муниципальным уполномоченным органом. Порядок и основания признания объекта капитального строительства аварийным и подлежащим сносу или реконструкции устанавливаются Правительством РФ. Как уже упомяналось, законом вводится глава 6.5 ГрК РФ, которая определяет порядок и основания отнесения объектов незавершённого строительства, строительство и реконструкция которых осуществляется полностью либо частично из средств бюджетов бюджетной системы РФ, к незавершённым объектам капитального строительства (НОКС). Предусматривается, что такой объект признаётся НОКС со дня включения сведений о нём в Федеральный реестр незавершенных объектов капитального строительства по следующим основаниям: 1) срок действия разрешения на строительство истёк и не был продлён; 2) со дня отказа в выдаче разрешения на ввод объекта капитального строительства в эксплуатацию прошло более двенадцати месяцев, при этом основания для отказа не устранены, объект не введён в эксплуатацию; 3) истёк срок действия договора аренды земельного участка или договора безвозмездного пользования таким земельным участком, заключённого с застройщиком, при отсутствии оснований для приобретения прав на такой земельный участок в целях завершения строительства, реконструкции объекта капитального строительства; 4) строительство, реконструкция объекта капитального строительства не завершены и возникли ограничения, установленные земельным и иным законодательством РФ, являющиеся основанием для отказа в выдаче разрешения на ввод объекта в эксплуатацию; 5) в соответствии с бюджетным законодательством РФ средства бюджетов бюджетной системы РФ не предусмотрены на завершение строительства, реконструкцию объекта капитального строительства, строительство либо реконструкция которого не завершена, в течение трех лет, начиная с последнего года, в котором осуществлялось финансирование такого строительства, при условии, что строительство не осуществляется за счёт внебюджетных источников финансирования; 6) в отношении объекта капитального строительства, строительство либо реконструкция которого не завершено, и (или) земельного участка, на котором расположен такой объект, наложен арест, запрет совершать определённые действия и (или) избрана мера пресечения в виде залога; 7) вступило в силу решение суда, в том числе о признании объекта капитального строительства самовольной постройкой; 8) иные основания, предусмотренные Правительством РФ; 9) нормативным правовым актом субъекта РФ могут быть предусмотрены иные основания отнесения объектов к НОКС, строительство либо реконструкция которого осуществлялось полностью либо частично за счёт средств бюджета субъекта РФ, местного бюджета. Незавершённые объекты капитального строительства, строительство либо реконструкция которых осуществлялось полностью или частично за счёт средств федерального бюджета, подлежат включению в Федеральный реестр незавершённых объектов капитального строительства. Правительства субъектов Российской Федерации могут утвердить положения о региональных реестрах незавершённых объектов капитального строительства, в которые могут включить незавершённые объекты капитального строительства, строительство либо реконструкция которых осуществлялось полностью или частично за счёт средств бюджета субъекта РФ, местного бюджета. В статье 6 Закона уточнена формулировка, в соответствии с которой применяются ограничения для 7-й подзоны приаэродромной территории (ПАТ). Назначение данной подзоны — это зона эколого-градостроительных ограничений. По общим правилам, устанавливается перечень ограничений использования земельных участков в целях предотвращения негативного экологического воздействия на окружающую среду. В границах 7-й подзоны ПАТ запрещается размещать жилую застройку, ландшафтно-рекреационные зоны, зоны отдыха, территории курортов, санаториев и домов отдыха, территорий садоводческих товариществ и садово-огородных участков, объекты по производству лекарственных средств и склады сырья. Данный Закон (№ 477-ФЗ) гласит, что такой запрет не накладывается, если права на земельные участки и(или) расположенные на них объекты недвижимости возникли либо получены до установления 7-й подзоны ПАТ. | Правительство Российской Федерации (Правительство Мишустина)                            | *Изменения по статьям: статья 1 — Градостроительный кодекс РФ; статья 2 — «Об инвестиционной деятельности в Российской Федерации, осуществляемой в форме капитальных вложений» от 25 февраля 1999 года N 39-ФЗ; статья 3 — «О введении в действие Земельного кодекса Российской Федерации» от 25 октября 2001 года N 137-ФЗ; статья 4 — «О введении в действие Градостроительного кодекса Российской Федерации» от 29 декабря 2004 года N 191-ФЗ; статья 5 — «О государственной регистрации недвижимости» от 13 июля 2015 года N 218-ФЗ; статья 6 — «О внесении изменений в отдельные законодательные акты Российской Федерации в части совершенствования порядка установления и использования приаэродромной территории и санитарно-защитной зоны» от 1 июля 2017 года N 135-ФЗ; статья 7 — «О внесении изменений в Градостроительный кодекс Российской Федерации и отдельные законодательные акты Российской Федерации» от 3 августа 2018 года N 342-ФЗ; статья 8 — «Об особенностях регулирования отдельных отношений в целях модернизации и расширения магистральной инфраструктуры и о внесении изменений в отдельные законодательные акты Российской Федерации» от 31 июля 2020 года N 254-ФЗ. В статье 3 и 7 данного Закона продлён срок публичного сервитута (с 2022 года до 1 января 2025 года) или приобретения права аренды владельцем учреждения, права собственности, права хозяйственного ведения или оперативного управления, если это право (права) возникло до 1 сентября 2018 года. 3 августа 2018 года был принят Федеральный закон «О внесении изменений в Градостроительный кодекс РФ и отдельные законодательные акты РФ», № 342-ФЗ, в который была внесена глава XIX Земельного кодекса РФ — ЗОНЫ С ОСОБЫМИ УСЛОВИЯМИ ИСПОЛЬЗОВАНИЯ ТЕРРИТОРИЙ (ЗОУИТ). Результатом нового регулирования стало применение полного перечня видов зон, общих оснований устанавления зон и единого порядка придания юридической силы ограничения использования земельных участков путём внесения сведений в Единый государственный реестр недвижимости. Учитывая необходимость создания обширной нормативно-правовой базы, новый порядок в данном Федеральном законе № 477-ФЗ содержит переходные положения, а именно продлевается режим «амнистии» до 1 января 2025 года в отношении ЗОУИТ, созданным до введения в действие главы XIX ЗК РФ. До 1 января 2028 года ЗОУИТ считаются установленными в случае отсутствия сведений о таких зонах в Едином государственном реестре недвижимости. В статью 4 данного Закона вносятся изменения, определяющие правовую судьбу взносов в компенсационные фонды саморегулируемых организаций (КФ СРО), размещённые в кредитных организациях в соответствии с ГрК РФ (в редакции, действовавшей до 4 июля 2016 года), у которых была отозвана лицензия. Такие средства учитываются в качестве взносов в КФ СРО, если они были размещены в российских кредитных организациях до 1 сентября 2017 года, на основании документа (выписки по банковскому счёту), выданного такой кредитной организацией, с приложением уведомления временной администрации по управлению такой кредитной организацией или конкурсного управляющего о включении требований СРО в реестр требований кредиторов в размере остатка таких средств на банковском счёте СРО. После удовлетворения требований СРО к такой кредитной организации денежные средства компенсационных фондов подлежат размещению на спецсчетах, открытых в российских кредитных организациях. Уточнена формулировка, согласно которой при исключении СРО из Реестра СРО член такой СРО вправе обратиться с заявлением о перечислении зачисленных на счёт НОСТРОЙ средств на счёт СРО, в члены которой этот член принят. Это положение действует как в отношении компенсационного фонда, действовавшим до 4 июля 2016 года, так и средств компенсационного фонда возмещения вреда, а также в случае формирования компенсационного фонда обеспечения договорных обязательств. Федеральный закон вступает в силу со дня его официального опубликования (30 декабря 2021 года), кроме отдельных положений. Отдельные положения вступили в силу с 1 сентября 2022 года. |
| 4                                | О внесении изменений в отдельные законодательные акты Российской Федерации от 30 декабря 2021 года, № 476-ФЗ (уточнение понятия «дом блокированной застройки» и введение понятия «многоквартирный дом») | Необходимостью коррекции норм блочного жилого строительства стала долгая правовая неопределённость в этом вопросе, а также исторически сложившаяся казуистика с определением правового статуса жилых домов, обладающих с одной стороны свойствами блокированной жилой застройки, а с другой — невозможностью причислить их к многоквартирным домам. К примеру, к домам блокированной застройки не относился класс многоквартирных домов, в которых: - выход из собственной квартиры ведёт в парадную (место общественного пользования); - выход из парадной – на общую территорию; - земельный участок территории находится в собственности всех жильцов дома. В связи с неопределённостью статуса домов блокированной застройки возникали сложности с документальной подготовкой к строительству, связанные с образованием земельных участков, примыкающих к блокам и квартирам. Всё это привело к необходимости решения сложившихся проблем: - устранение правовой неопределённости в законодательстве; - обеспечение защиты прав собственников жилых объектов в блочной застройке. Под «блокированной жилой застройкой» (БЖЗ) понимается вид разрешённого использования земельных участков (ВРИ ЗУ), предназначенного для возведения сблокированных жилых домов. В Градостроительный кодекс Российской Федерации (пункт 40 статьи 1) данным Законом введено определение «дома блокированной застройки» (ДБЗ): «жилой дом, блокированный с другим жилым домом (другими жилыми домами) в одном ряду общей боковой стеной (общими боковыми стенами) без проемов и имеющий отдельный выход на земельный участок». Согласно статье 49 Грк РФ, дом блокированной застройки определяется следующими характеристиками: - количество этажей не превышает трёх; - постройка состоит из нескольких блоков (от 2 до 10); - коммуникации к каждому блоку подведены отдельно; - отсутствуют помещения общего пользования; - все части строения объединяет одна несущая стена, прохода между ними нет; - каждое жилое помещение имеет отдельный выход на общую территорию или приусадебный участок. Дома блокированной застройки различаются по типам своего возведения, сохраняя при этом общие характеристики. \| Вид дома блокированной застройки \| Фото \| Описание \| \| -------------------------------- \| ---------------- \| ---------------------------------------------------------------------------------------------------------------------------------------------------------------------------------------------------------------------------------------------------------------------------------------------------------------------------------------------------------------------------------------------------------------------------- \| \| Таунхаус \| \| Дом городской застройки с элементами загородней композиции: для каждой квартиры предусмотрен отдельный вход. Перед жилым помещением ― небольшая территория, задний двор отсутствует. Квартиры имеют небольшую площадь и вертикальную планировку, каждый этаж выполняет отдельную функцию. \| \| Виолетта \| фото отсутствует \| Разновидность таунхауса в итальянском стиле, с террасой, бассейном, верандой, гаражом. Относится к элитному жилью. Придусматривает большую придомовую территорию. \| \| Дуплекс \| \| Двухквартирный блокированный дом. Жилье имеет общую крышу и общую глухую стену. Родоначальником таких домов стала Англия XIX века. Чаще всего дуплексы двухэтажные, но, в соответствии с Законом, владельцам можно достроить третий этаж. \| \| Лэйнхаус \| \| У таких домов увеличенная придомовая территория, что позволяет размещать там гараж. Дома небольшие, застройка образует целый комплекс. Лэйнхаусы впервые начали строить во Франции. \| \| Квадрохаус \| фото отсутствует \| Дом с небольшим участком. Характерная его особенность ― четыре отдельных входа и гаража, рассчитанных на 4 семьи. Жилые помещения имеют общую стену, площадь квартир большая. Планировка улучшенная — на первом этаже размещается кухня и технические помещения, спальни на втором этаже. Если по планировке дом трёхэтажный, то на последнем этаже находятся комнаты для досуга: спортивный зал, бильярдная или лаунж зона. \| \| Британхаус \| \| Жильё премиум-класса. Стиль возведения ― традиционный английский. Отделка ― терракотовый кирпич. Используются исключительно экологичные материалы. \| В Классификаторе ВРИ ЗУ дано определение земельным участкам, находящимся под БЖЗ (код 2.3). Согласно подзаконному документу, земельный участок используется для размещения жилого дома, а также земельный участок может использоваться для: - разведения декоративных и плодовых деревьев, овощных и ягодных культур; - размещение гаражей для собственных нужд и иных вспомогательных сооружений; - обустройство спортивных и детских площадок, площадок для отдыха. Объект жилой недвижимости, строящийся на участке для БЖЗ, состоящий из домов (блоков), имеющих одну или несколько общих стен с соседними блоками, не обретёт правовые характеристики жилого здания. Ими будут обладать только блоки. С 2022 года каждый из блоков становится самостоятельным объектом капитального строительства (ОКС) с определёнными характеристиками: - вид — здание; - назначение — жилой дом; - вид разрешённого использования — дом блокированной застройки. Если блоки были уже зарегистрированы в Росреестре до вступления Закона в силу, необходимости внесения изменений в сведения о них в ЕГРН нет. Земельный участок не нужно делить на самостоятельные участки под блоки. Он переходит в общую собственность владельцев блоков. Вместе с тем, раздел участка не запрещён. При общем желании владельцы проводят межевание участка за свой счёт, а затем регистрируют в Росреестре образуемые наделы с оформлением права на них. Двухквартирные дома, возведённые в СССР, имеют определённые проблемы с порядком признания их объектами блокированной застройки. Эффективный метод разграничения старых построек от современных был выработан в ходе складывающейся судебной практики. ДБЗ должен обладать: 1. оборудованием для обслуживания двух независимых секций. Оно должно быть размещено за пределами жилого блока; 2. внутридомовыми системами коммунальных услуг, которые отдельны для каждой секции. Итак, дом может быть признан ДБЗ, если соблюдаются условия: - количество этажей не привышает трёх; - количество блоков — от 2 до 10 шт.; - одна секция предназначена для одной семьи; - каждая секция не имеет смежных элементов, общих для всего дома (кухня, санузел, коридор, лестничная площадка не являются общей собственностью). В домах старой постройки зачастую эти условия не соблюдаются. | Правительство Российской Федерации (Правительство Мишустина)                            | *Постатейное изменение законов: статья 1 — Земельный кодекс РФ; статья 2 — «О несостоятельности (банкротстве)» от 26 октября 2002 года N 127-ФЗ; статья 3 — «О страховании вкладов в банках Российской Федерации» от 23 декабря 2003 года N 177-ФЗ; статья 4 — Жилищный кодекс РФ; статья 5 — Градостроительный кодекс РФ; статья 6 — «Об участии в долевом строительстве многоквартирных домов и иных объектов недвижимости и о внесении изменений в некоторые законодательные акты Российской Федерации» от 30 декабря 2004 года N 214-ФЗ; статья 7 — «О Фонде содействия реформированию жилищно-коммунального хозяйства» от 21 июля 2007 года N 185-ФЗ; статья 8 — «О содействии развитию жилищного строительства» от 24 июля 2008 года N 161-ФЗ; статья 9 — «Об особенностях регулирования отдельных правоотношений в связи с присоединением к субъекту Российской Федерации — городу федерального значения Москве территорий и о внесении изменений в отдельные законодательные акты Российской Федерации» от 5 апреля 2013 года N 43-ФЗ; статья 10 — «О контрактной системе в сфере закупок товаров, работ, услуг для обеспечения государственных и муниципальных нужд» от 5 апреля 2013 года N 44-ФЗ; статья 11 — «О государственной регистрации недвижимости» от 13 июля 2015 года N 218-ФЗ; статья 12 — «О содействии развитию и повышению эффективности управления в жилищной сфере и о внесении изменений в отдельные законодательные акты Российской Федерации» от 13 июля 2015 года N 225-ФЗ; статья 13 — «О публично-правовой компании «Фонд развития территорий» и о внесении изменений в отдельные законодательные акты Российской Федерации» от 29 июля 2017 года N 218-ФЗ; статья 14 — О внесении изменений в Федеральный закон «Об участии в долевом строительстве многоквартирных домов и иных объектов недвижимости и о внесении изменений в некоторые законодательные акты Российской Федерации» и отдельные законодательные акты Российской Федерации, от 25 декабря 2018 года N 478-ФЗ; статья 15 — О внесении изменений в Федеральный закон «Об участии в долевом строительстве многоквартирных домов и иных объектов недвижимости и о внесении изменений в некоторые законодательные акты Российской Федерации» и отдельные законодательные акты Российской Федерации, от 27 июня 2019 года N 151-ФЗ; статья 16 ― условия вступления Федерального закона №476-ФЗ от 2021 года в силу; статья 17 ― срок вступления в силу настоящего Федерального закона: - общий порядок ― с 1 марта 2022 года; - особый порядок ― пункты 1-5 статьи 8, статья 10, пункт 6 статьи 11 ― со дня официального опубликования закона 30 декабря 2021 года. В статью 4 вводится новый термин «многоквартирный дом» (МКД). Согласно данной новелле, МКД признаётся здание, состоящее из двух и более квартир, включающее в себя имущество общего пользования (пункты 1, 2, 3 части 1 статьи 36 ЖК РФ. МКД может также включать в себя принадлежащие отдельным собственникам нежилые помещения и (или) машино-места, являющиеся неотъёмлемой конструктивной частью такого многоквартирного дома. В статье 16 приводятся условия вступления Закона в силу. Блок, подходящий под условия данного Закона, признаётся ДБЗ, независимо от того, является ли данный блок зданием либо помещением в здании (часть 1). В случае если до дня вступления данного Закона в силу были внесены сведения о блоке (блоках) в ЕГРН как о жилых помещениях в жилых домах блокированной жилой застройки и зарегистрированы права на такие блоки, собственники указанных блоков вправе совместным решением уполномочить одного из собственников таких блоков на обращение от имени всех собственников блоков в орган регистрации прав (Росреестр) с заявлением, чтобы Росреестр учёл изменения сведений ЕГРН в соответствии с новыми требованиями Закона. Росреестр обязан принять соответствующие изменения, даже если ряд сведений отсутствует в градостроительном регламенте, а именно: - нет указаний на вид объекта недвижимости; - нет указаний на вид его разрешённого использования (часть 3). При изменении вида объекта недвижимости на «здание», назначения объекта недвижимости на «жилое помещение», вида разрешённого использования на «дом блокированной застройки», Росреестр снимает с государственного кадастрового учёта здание, в котором расположены блоки (часть 4). Собственники дома блокированной застройки через своего представителя могут принять решение о разделе земельного участка, находящегося в общей долевой собственности собственников блоков в таком доме, с образованием земельных участков под каждым домом блокированной застройки. В этом случае необходимо одновременно подать в Росреестр заявление, указанное в части 3, о государственном кадастровом учете и государственной регистрации прав на образуемые земельные участки с приложением документов, необходимых для осуществления кадастрового учёта и регистрации прав. Росреестру запрещено отказывать в разделе земельного участка из-за отсутствия в градостроительном регламенте указания на вид разрешенного использования, а также утвержденных предельных размеров земельных участков (минимальных и(или) максимальных) (часть 5). |
| 5                                | О внесении изменений в Федеральный закон «О внесении изменений в отдельные законодательные акты Российской Федерации по вопросам предупреждения и ликвидации чрезвычайных ситуаций» от 30 декабря 2021 года, № 498-ФЗ (о продлении моратория на указание идентификаторов должника) | Изменения вносятся в статьи 19 (абзац 1), 20.2 и 20.3 указанного закона. Согласно статье 19, Правительство Российской Федерации вправе: - устанавливать на 2020 — 2022 годы особенности бронирования (отмены, переноса) места в гостинице или возврата заказчикам (потребителям) денежных сумм, уплаченных ими при бронировании; - исполнять, изменять и (или) расторгать договор о реализации туристского продукта, заключенного по 31 марта 2020 года включительно, туроператором либо турагентом, реализующим туристский продукт, сформированный таким туроператором. Правительство РФ наделяется полномочиями разработать порядок, сроки и условия возврата туристам уплаченных ими денежных сумм за туристский продукт или предоставить в иные сроки равнозначный туристский продукт. Статья 20.2 приостанавливает действие отдельных положений Гражданского процессуального кодекса Российской Федерации до 1 июля 2022 года. Положения ГПК РФ (пункт 3 части второй статьи 124, пункт 4 части первой статьи 127, пункт 3 части второй статьи 131) требуют указывать один из идентификаторов гражданина-должника при исковом обращении в суд либо при запросе о вынесении судебного приказа, подаваемые управляющей компанией по содержанию многоквартирного дома (МКД). Норма статьи 20.2 продляет мораторий до указанной даты. Статья 20.3 приостанавливает действие подпункта «а» пункта 5 части 1 статьи 13 Федерального закона «Об исполнительном производстве» от 2 октября 2007 года № 229-ФЗ до 1 июля 2022 года. Норма гласит о моратории на предоставление (указание) идентификаторов гражданина-должника в отношении выдаваемых исполнительных документов по исковым заявлениям и заявлениям о вынесении судебного приказа, подаваемыми: - юрлицами или ИП, которые управляют МКД; - товариществами собственников жилья; - жилищными, жилищно-строительными, иными специализированными потребительскими кооперативами, главная цель которых — удовлетворение потребностей граждан в жилье; - специализированными некоммерческими организациями, осуществляющими проведение капитального ремонта общего имущества в МКД; - ресурсоснабжающими организациями, осуществляющими предоставление коммунальных услуг (энергоресурсов) гражданам; - региональными операторами по обращению с твёрдыми коммунальными отходами. | Депутаты Государственной Думы Качкаев П.Р., Пахомов С.А.                                | Мораторий был введен 8 июня 2020 года на фоне пандемии COVID-19. Он значительно упростил работу организациям сферы ЖКХ, столкнувшимся с трудностями из-за отсутствия у них в большинстве случаев доступа к идентификаторам физлиц. Впоследствии мораторий продлили до 1 января 2022 года. Данная новелла пролонгировала мораторий до 1 июля 2022 года. К идентификаторам гражданина относятся: - СНИЛС; - ИНН; - серия и номер документа, удостоверяющие личность; - ОГРНИП; - серия и номер водительского удостоверения; - серия и номер свидетельства о регистрации транспортного средства. Нормы закона приостановлены до 1 июля 2022 года Закон вступает в силу со дня его официального опубликования — с 30 декабря 2021 года |
| Вид дома блокированной застройки | Фото | Описание |                                                                                         | |
| Таунхаус                         | | Дом городской застройки с элементами загородней композиции: для каждой квартиры предусмотрен отдельный вход. Перед жилым помещением ― небольшая территория, задний двор отсутствует. Квартиры имеют небольшую площадь и вертикальную планировку, каждый этаж выполняет отдельную функцию. |                                                                                         | |
| Виолетта                         | фото отсутствует | Разновидность таунхауса в итальянском стиле, с террасой, бассейном, верандой, гаражом. Относится к элитному жилью. Придусматривает большую придомовую территорию. |                                                                                         | |
| Дуплекс                          | | Двухквартирный блокированный дом. Жилье имеет общую крышу и общую глухую стену. Родоначальником таких домов стала Англия XIX века. Чаще всего дуплексы двухэтажные, но, в соответствии с Законом, владельцам можно достроить третий этаж. |                                                                                         | |
| Лэйнхаус                         | | У таких домов увеличенная придомовая территория, что позволяет размещать там гараж. Дома небольшие, застройка образует целый комплекс. Лэйнхаусы впервые начали строить во Франции. |                                                                                         | |
| Квадрохаус                       | фото отсутствует | Дом с небольшим участком. Характерная его особенность ― четыре отдельных входа и гаража, рассчитанных на 4 семьи. Жилые помещения имеют общую стену, площадь квартир большая. Планировка улучшенная — на первом этаже размещается кухня и технические помещения, спальни на втором этаже. Если по планировке дом трёхэтажный, то на последнем этаже находятся комнаты для досуга: спортивный зал, бильярдная или лаунж зона. |                                                                                         | |
| Британхаус                       | | Жильё премиум-класса. Стиль возведения ― традиционный английский. Отделка ― терракотовый кирпич. Используются исключительно экологичные материалы. |                                                                                         | |

### 2022 год
| №  | Федеральный закон | Содержание закона | Субъект законодательной инициативы | Примечание |
| -- | --- | --- | --- | --- |
| 1  | О внесении изменений в Федеральный закон «О водоснабжении и водоотведении» · от 28 января 2022 года, № 5-ФЗ · (об установлении нормативов потерь воды в централизованных системах водоснабжения) · | Дополнения вносятся: в статьи 4 (часть 2 + пункт 7 ), 5 (часть 1 + пункт 3.1) и 32 (+ часть 5.1) Поправка в статью 4 возлагает полномочия на Минстрой РФ утвердить нормативы потерь горячей, питьевой и технической воды в централизованных системах водоснабжения (ЦСВ) при её производстве и транспортировке. Поправка в статью 5 возлагает обязанность на региональные органы власти в области водоснабжения и водоотведения утвердить нормативы потерь горячей, питьевой и технической воды в ЦСВ не выше, чем в нормативах Минстроя РФ. Статья 32 дополняется положением, согласно которому при расчёте указанных тарифов на горячую, питьевую и техническую воду должен учитываться норматив, установленный Минстроем РФ и региональными органами в области водоснабжения и водоотведения. Закон вступает в силу: 1) со дня его официального опубликования (28 января 2022 года) — разработка нормативов Минстроем РФ; 2) с 1 марта 2023 года — разработка нормативов и методы расчёта платежа региональными властями субъектов Российской Федерации. | Мурманская областная Дума | Нормативы допустимых потерь воды включаются в тарифы, которые разрабатывают власти субъектов Российской Федерации. До 1 марта 2023 года таких нормативов не было и все 100% потери воды включались в тарифы горячей, питьевой и технической воды. По словам зампреда комитета Госдумы по строительству и ЖКХ Светланы Разворотневой, потребители часто переплачивают за коммунальные платежи не столько из-за высоких тарифов, сколько из-за ресурсов, которые реально не потребляют. Яркий пример — водоснабжение и водоотведение. Здесь отсутствуют нормативы технических потерь в отличие от теплоснабжения и электроснабжения. В отдельных случаях потери достигают 28%. В Российской ассоциации водоснабжения и водоотведения (РАВВ) поддержали инициативу, отметив, что нормативы должны быть сбалансированными. Износ водопроводных сетей по стране составляет 60–70%, а утечки воды — 22%. С учётом этого, введение норматива на потери потребует дополнительных средств на обновление инфраструктуры. Самостоятельно, с финансовой точки зрения, регионы с этой задачей не справятся . |
| 2  | О внесении изменений в отдельные законодательные акты Российской Федерации от 14 марта 2022 года, № 58-ФЗ (в ред. от 7 октября 2022 года, № 378-ФЗ) (меры защиты национальных интересов Российской Федерации в связи с недружественными действиями иностранных государств и международных организаций)                                                                                   | Федеральный закон внёс существенные антикризисные изменения в период 2022— 2024 годов в отношении аренды земельных участков у государства или муниципалитета. В действующем законодательстве в случае если земельный участок находится под федеральной либо региональной собственностью, а также изъят из оборота, его вправе арендовать как физические лица, так и индивидуальные предприниматели, а также компании при условии заключения договора аренды (подпункт 3, пункт 1, статья 39.1 Земельного кодекса Российской Федерации). Чтобы заключить такой договор, необходимо принять участие в торгах на земельный участок, а также стать победителем данных торгов (пункт 1, статья 39.6 ЗК РФ). По истечении срока аренды муниципального участка, заключение нового договора происходило в соответствии с установленной процедурой — торги проводились вновь. При этом действующий арендатор не обладал преимуществом при заключении нового договора аренды участка (пункт 15, статья 39.8 ЗК РФ). В случае если между арендатором земельного участка и собственником (государством или муниципалитетом) заключалась какая-либо договоренность и арендатор получал исключительные права в ходе торгов или же данная процедура торгов не проводилась вовсе, заключённый договор признаётся ничтожным (пункт 1 постановления Пленума ВАС РФ от 17 ноября 2011 года, № 73). Федеральным законом № 58 установлены особые правила в отношении продления договора аренды на земельный участок, собственником которого является государство либо муниципалитет. В период 2022—2024 годов арендаторы этих участков вправе обратиться к собственнику с просьбой заключения дополнительного соглашения. Допсоглашение предусматривает продление срока действующего договора до трёх лет. Арендодатель (государство или муниципалитет) не вправе отказать, если соблюдаются три условия: 1. во время обращения арендатора срок действия договора аренды земельного участка ещё не истек; 2. арендодателем не заявлено требование о расторжении договора в суд; 3. отсутствие не устранённых нарушений законодательства Российской Федерации, выявленных органами земельного надзора. Если эти условия соблюдены, арендодатель обязан заключить дополнительное соглашение, прилагаемое к имеющемуся договору аренды на земельный участок, без проведения торгов. В соглашении должен быть указан срок продления договора аренды. Также соглашение должно быть подписано арендодателем не позднее пяти дней после обращения арендатора. Порядок расчета арендной платы в отношении земельных участков, а также возможности её пересмотра регулируются федеральными либо региональными органами власти, в зависимости от формы собственности земли. Также они могут установить возможность получения льгот по арендной плате за земельные участки. Устанавливаемые льготы определяются: - Правительством РФ — если земельный участок находится в федеральной собственности; - региональными органами власти — если земельный участок находится в собственности субъекта Российской Федерации либо на этот участок не имеется разграничения государственной собственности; - муниципальными органами власти — если земельный участок принадлежит органам местного самоуправления. Размер начисляемой арендной платы не должен быть меньше одного рубля (часть 2, статья 8 данного Закона). Также установлено, что срок применения данной льготы может быть свыше (или превышать период) одного года. В сфере регистрации недвижимости (статья 6) Закон исключает двойную проверку наличия правоустанавливающих документов на землю при вводе объекта в эксплуатацию и уточняет законодательные положения, касающиеся объектов в водоохранных зонах и в зонах затопления и подтопления. Цель нововведений — повышение прозрачности процедуры государственного кадастрового учёта и регистрации прав. Согласно новелле, требования о наличии инженерной защиты таких объектов и сооружений, обеспечивающих охрану водных объектов, должны проверяться на стадии строительства и при вводе объектов в эксплуатацию, а не на стадии государственного кадастрового учёта и регистрации прав. Закон также вводит упрощённый порядок оформления прав на объекты государственной и муниципальной собственности, права на которые возникли при разграничении государственной собственности в 1991 году. Для государственного кадастрового учёта и регистрации прав на данные объекты может быть использована выписка из соответствующего реестра государственной или муниципальной собственности. Такая мера поможет эффективнее вовлекать в гражданский оборот государственное или муниципальное имущество. В частности его можно будет выдавать субъектам малого и среднего предпринимательства. Закон был дополнен статьёй 9.1 Федерального закона №378-ФЗ от 7 октября 2022 года — подробнее смотрите ниже, в №8 от 2022 года. | Правительство Российской Федерации (Правительство Мишустина)                                                                            | Начиная с 2017 года публичные элементы градостроительной процедуры стали постепенно вытесняться на правовую периферию. Пункт 2 статьи 7 данной новеллы дал субъектам Российской Федерации право отменять публичные слушания и общественные обсуждения, чем уже воспользовались города федерального значения Москва и Санкт-Петербург. Постатейные изменения в законы: Статья 1 — «Об инвестиционной деятельности в Российской Федерации, осуществляемой в форме капитальных вложений» от 25 февраля 1999 года № 39-ФЗ; Статья 2 — «О введении в действие Земельного кодекса Российской Федерации» от 25 октября 2001 года № 137-ФЗ; Статья 3 — «Об участии в долевом строительстве многоквартирных домов и иных объектов недвижимости и о внесении изменений в некоторые законодательные акты Российской Федерации» от 30 декабря 2004 года № 214-ФЗ; Статья 4 — «О Фонде содействия реформированию жилищно-коммунального хозяйства» от 21 июля 2007 года № 185-ФЗ; Статья 5 — «О парламентском контроле» от 7 мая 2013 года № 77-ФЗ; Статья 6 — «О государственной регистрации недвижимости» от 13 июля 2015 года № 218-ФЗ; Статья 7 — особенности осуществления градостроительной деятельности в 2022— 2024 годах; Статья 8 — особенности предоставления земельных участков в 2022—2024 годах; Статья 9 — особенности регулирования Правительством РФ жилищных отношений в 2022—2024 годах; Статья 9.1 ― меры социальной поддержки граждан-военнослужащих, проходящих военную службу по мобилизации либо добровольно в рядах Вооружённых сил РФ, национальной гвардии, пограничных войск, а также их родственников; Статья 10 — о вступлении закона в силу: - со дня официального опубликования (14 марта 2022 года), кроме - условия в статье 3. Оно применяется к правоотношениям, возникшим из договоров участия в долевом строительстве, заключенных с использованием счетов эскроу до дня вступления в силу настоящего Федерального закона. |
| 3  | О внесении изменения в статью 190 Жилищного кодекса Российской Федерации от 16 апреля 2022 года, № 100-ФЗ (о приёмке оказанных услуг и (или) выполненных работ по капитальному ремонту общего имущества в многоквартирном доме) | В статью 190 Жилищного кодекса Российской Федерации внесены изменения, согласно которым меняется порядок завершения капитального ремонта в многоквартирных домах. Согласно предыдущему регулированию, завершающим этапом капитального ремонта считалось согласование акта приёмки работ муниципалитетом и представителем от собственников. Теперь же муниципалитет и представитель от жителей должны будут документально заверить акт приёмки работ подписью. Кроме того, региональные власти на уровне регионального законодательства должны установить порядок и сроки подписания акта приёмки. Подобные меры призваны: - усилить роль муниципалитетов и собственников в работе комиссии по приёмке работ; - повысить их ответственность за проверку качества и сроков выполнения ремонта; - проконтролировать соответствие работ проектной документации; - выявлять недостатки и нарушения, допущенные в ходе капитального ремонта Дата вступления закона в силу — 1 марта 2023 года | Самарская Губернская Дума | Акт приёмки работ — это основание для перечисления средств подрядчику работ. Средства перечисляются региональным оператором капитального ремонта. До вступления закона в силу срок согласования актов приёмки был неопределён. Муниципалитеты могли неоправданно долго затягивать согласование, а представители собственников без объяснения причин отказаться от согласования, что отражалось на сроках ремонта. Теперь же именно акт приёмки работ является основанием для перечисления средств подрядчику региональным оператором капремонта. Муниципалитет и представитель от жителей обязаны, в соответствии с законом, подписать этот документ. Ожидается, что с новым регулированием долгие сроки согласования актов приёмки будут исключены, а представители собственников не смогут без объяснения причин отказаться от согласования. |
| 4  | О внесении изменений в Градостроительный кодекс Российской Федерации и отдельные законодательные акты Российской Федерации от 1 мая 2022 года, № 124-ФЗ (запрет на использование сметных нормативов и сметных цен строительных ресурсов) | С 1 мая 2022 года вступили в силу изменения в часть 1 статьи 8.3 Градкодекса РФ, которые отменили применение сметных нормативов и сметных цен строительных ресурсов при выполнении государственных и муниципальных контрактов. Цель поправок — поэтапный переход всей строительной отрасли на механизм «Смета контракта». Ключевой механизм в данных поправках состоит в том, что заказчик использует государственные сметные нормативы и сметные цены только для определения начальной максимальной цены контракта (НМЦК). После определения НМЦК составляется проект сметы контракта на укрупненные виды работ. Важно, чтобы они составлялись без использования сметных нормативов и сметных цен строительных ресурсов. По результатам торгов заключается договор, согласовывается график выполнения работ и определяется поэтапность финансирования. Оплата выполненных работ осуществляется заказчиком на основании подписанных актов выполненных работ. Акты формируются подрядчиком на основании сметы контракта, но без использования сметных нормативов. В рамках исполнения механизма «Смета контракта» стороны на торгах определяют равновесную цену без детального раскрытия технологического процесса. В новой редакции устанавливается, что сметные нормы используются только для определения предельной стоимости, а при выполнении контрактов должен вступать в силу график работ и график финансирования. Стоит отметить, что нововведение содержит ряд сложностей и не предусматривает переходных норм закона. В соответствии со статьёй 422 Гражданского кодекса Российской Федерации, все заключаемые договора должны соответствовать императивным нормам российского законодательства. Это значит, что если принят новый закон в период действия контракта, то данный договор продолжает своё действие лишь в тех нормах, которые не противоречат действующему законодательству. Поэтому возможна остановка финансирования выполненных работ после 1 мая 2022 года, а также срыв сроков строительства и ввода объектов, если договора не приведены в соответствие с изменениями законодательства. Также изменилась процедура закупок строительных работ (ФЗ «О госзакупках» и «О корпоративных закупках»). Изменения затронули следующие виды работ: - строительство объектов капитального строительства (ОКС); - реконструкция ОКС; - капитальный ремонт ОКС; - снос объектов ОКС; - выполнение работ по сохранению объектов культурного наследия. Если указанные виды строительных работ финансируются за счёт бюджетных средств либо за счёт юридических лиц, то применение сметных нормативов и цен строительных ресурсов при исполнении таких договоров с 1 мая 2022 года запрещено. При этом важно, что в сферу действия данного закона попадают те юрлица, которые созданы публично-правовыми компаниями (ППК), или у которых доля в уставном (складочном) капитале от ППК составляет более 50%. Одной из целей введения таких требований законодателем, вероятно, было упрощение исполнения договоров (контрактов) в рамках законов о госзакупках и корпоративных закупках. | Правительство Российской Федерации (Правительство Мишустина)                                                                            | Постатейные изменения в законах: статья 1 — Градостроительный кодекс; статья 2 — «Об особо охраняемых природных территориях» от 14 марта 1995 года № 33-ФЗ; статья 3 — «Об экологической экспертизе» от 23 ноября 1995 года N 174-ФЗ; статья 4 — «Об охране озера Байкал» от 1 мая 1999 года N 94-ФЗ; статья 5 — «О введении в действие Земельного кодекса Российской Федерации» от 25 октября 2001 года № 137-ФЗ; статья 6 — Жилищный кодекс Российской Федерации; статья 7 — «О введении в действие Градостроительного кодекса Российской Федерации» от 29 декабря 2004 года № 191-ФЗ; статья 8 — «О кадастровой деятельности» от 24 июля 2007 года № 221-ФЗ; статья 9 — «О государственной регистрации недвижимости» от 13 июля 2015 года № 218-ФЗ; статья 10 — «О внесении изменений в отдельные законодательные акты Российской Федерации в части совершенствования порядка установления и использования приаэродромной территории и санитарно-защитной зоны» от 1 июля 2017 года N 135-ФЗ; статья 11 — «Об особенностях регулирования отдельных отношений в целях модернизации и расширения магистральной инфраструктуры и о внесении изменений в отдельные законодательные акты Российской Федерации» от 31 июля 2020 года N 254-ФЗ; статья 12 — об особенностях полномочий Правительства РФ в 2022, 2023 и 2024 годах; статья 13 — о сроке вступления ФЗ в силу: со дня официального опубликования (1 мая 2022 года) Статьи 2, 3 и 4 посвящены изменениям в природоохранном законодательстве. Данные новеллы предусматривают возможность строительства различных инфраструктурных объектов на особо охраняемых природных территориях (ООПТ). Такое строительство возможно без проведения государственной экологической экспертизы. Территории, на которых располагаются ООПТ, подвергнутся серьёзному негативному воздействию от промышленной деятельности. В то же время ко второму чтению в Государственной думе профильный Комитет доработал законопроект с целью защиты ООПТ от промышленного строительства. Могут быть построены в особом порядке лишь приоритетные объекты инфраструктуры. В целях уменьшения финансовой и административной нагрузки на строительный бизнес законом также отменяется необходимость иметь членство в строительных саморегулируемых организациях юридическим лицам и индивидуальным предпринимателям, если минимальный размер договорных обязательств по контрактам составляет менее 10 млн рублей. Данная мера поддержки оценивается как значительная для субъектов малого предпринимательства. |
| 5  | О внесении изменений в Жилищный кодекс Российской Федерации от 11 июня 2022 года, № 165-ФЗ (корректировка порядка выбора способа управления многоквартирным домом) | Жилищный кодекс РФ дополняется: 1) пунктом 4.7 части 2 статьи 44; 2) частью 4 статьи 160; 3) в части 1 статьи 46. 1) Круг вопросов, относящихся к компетенции общего собрания собственников помещений в многоквартирном доме (МКД) расширяется. Согласно пункту 4.7 (часть 2, ст. 44) , собственники правомочны принимать решение о выборе управляющей организации. 2) Согласно части 4 (ст. 160), управляющим компаниям могут зачислять денежные средства в размере ежемесячной компенсации расходов на оплату ЖКУ льготным категориям граждан. Для данного полномочия необходим законодательный акт федерального, регионального либо местного законодательства. 3) Согласно дополнениям, внесённым в часть 1 (ст. 46), решения общего собрания собственников помещений в МКД принимаются большинством голосов собственников от общего числа голосов, принимающих участие в конкретном собрании членов МКД. По такой процедуре утверждаются все решения общего собрания собственников, кроме: - выбора способа управления домом (пункт 4 части 2 ст. 44); - принятия решения о выборе управляющей организации (пункт 4.7 части 2 ст. 44). Два последних решения утверждаются общим собранием собственников, если за них получены голоса более, чем 50% собственников, проживающих в этом МКД (не менее, чем 50% +1 голос). | Законодательное Собрание Красноярского края                                                                                             | Закон вступил в силу с 1 сентября 2022 года |
| 6  | О внесении изменений в Жилищный кодекс Российской Федерации от 28 июня 2022 года, № 217-ФЗ (уточнение оснований для обращения в суд с заявлением об аннулировании лицензии на осуществление предпринимательской деятельности по управлению многоквартирными домами) (порядок проведения общих собраний собственников)                                                                    | Нововведения касаются аннулирования лицензий управляющих организаций и порядка проведения общих собраний собственников. В ЖК РФ вносится: - дополнение частью 2.2 статьи 45 — внеочередное общее собрание собственников помещений в МКД по вопросам, которые уже рассматривались на общем собрании собственников (ОСС) и по которым приняты решения, может быть созвано по истечении срока размещения в системе документов предыдущего собрания. Такой срок устанавливается в 10 календарных дней. Между тем, за затягивание сроков предоставления документов в ГИС ЖКХ никакой ответственности не установлено; - дополнение в части 4 статьи 45 — инициатор ОСС вправе уведомлять собственников о предстоящем собрании через ГИС ЖКХ. Вместе с тем, согласно статье 7 Федерального закона «О государственной информационной системе жилищно-коммунального хозяйства» от 21 июля 2014 года № 209-ФЗ, в перечне поставщиков информации нет собственников-инициаторов ОСС; - новая редакция в части 1 статьи 46 — инициатор ОСС обязан передать управляющей организации оригиналы протоколов и решений. А управляющая организация должна разместить электронные образцы этих документов в ГИС ЖКХ. Данная новелла нарушает принцип размещения информации в государственных информационных системах (принцип однократности); - исключение в часть 2 статьи 199 — отменяется норма о лишении лицензий тех управляющих компаний, у которых за полгода не было ни одного дома в управлении. Данный запрет установил ранее Верховный суд Российской Федерации. Согласно статье 6 Федерального закона, Федеральные законы вступают в силу на всей территории Российской Федерации по истечении 10 дней после дня их официального опубликования, если самими законами не установлен другой порядок вступления их в силу. Закон вступил в силу 9 июля 2022 года | Депутаты Государственной Думы Костенко Н. В. Демченко И. И. Тимофеева О. В. Гусева И. М. Савастьянова О. В.                             | Поправки вызывают вопросы по поводу стадий принятия законопроекта в соответствии с Регламентом Государственной думы. В соответствии с частью 1 статьи 118 Регламента, при рассмотрении Государственной думой в первом чтении обсуждается концепция законопроекта, его соответствие Конституции РФ. На этом этапе законопроект носил незначительный и узкоспециальный характер — удалялась норма о лишении лицензий у управляющих компаний, у которых в течение полугода не было ни одного дома в управлении. Данный запрет уже ввёл в юридическую практику Верховный суд РФ, норма была не действующей и её удаление носило технический характер. Однако ко второму чтению концепция законопроекта поменялась существенно, что вызвало вопросы технико-юридического характера. В итоге поправки в части ОСС не были описаны авторами в пояснительной записке к проекту. Нарушены стадии обсуждения новеллы о порядке проведения общих собраний собственников: не было первого чтения, Правительство РФ не выносило своего заключения, не был предоставлен тридцатидневный срок на обсуждение законопроекта в региональных парламентах субъектов Российской Федерации. |
| 7  | О внесении изменений в Градостроительный кодекс Российской Федерации и отдельные законодательные акты Российской Федерации от 14 июля 2022 года, № 350-ФЗ (об уточнении отдельных положений законодательства о градостроительной деятельности) | Федеральный закон уточняет отдельные положения градостроительного законодательства в отношении проектов комплексного развития территорий (КРТ), сноса объектов капитального строительства (ОКС), типовой проектной документации (ТПД) и экспертного сопровождения (ЭС). Теперь оценка проектной документации ОКС может осуществляться в форме ЭС до направления проектной документации на экспертизу. Такое решение принимает застройщик либо технический заказчик. Функционально-технологическое, конструктивное или инженерно-техническое решение, содержащееся в ТПД, по решению Министерства строительства и жилищно-коммунального хозяйства или его подведомственных органов, может быть признано типовым проектным решением (ТПР). При этом Правительство РФ устанавливает порядок признания таких решений типовым ПР, проектной документации — типовой ПД. Также правительство должно установить особенности признания типовой проектной документации для индивидуального жилищного строительства (ИЖС). Также Правительство РФ утверждает критерии ТПД, ТПР, сроки их применения (например, 5 или 10 лет) и порядок использования, в том числе порядок внесения в них изменений. Соответственно Правительство РФ утверждает порядок исключения сведений о них из единого государственного реестра заключений (ЕГРЗ). Исключение сведений возможно на основании экспертизы проектной документации ОКС. Федеральным законом расширяется круг лиц, к которым могут быть направлены регрессные требования по возмещению вреда, причиненного вследствие разрушения, повреждения здания, нарушения требований безопасности при строительстве ОКС, требований к обеспечению безопасной эксплуатации здания, требований безопасности при сносе здания. В число попадающих под ответственность огранизаций входят те, которые проводили госэкспертизу проектной документации, подготовленной с применением ТПР, если вред был причинен в результате несовместимости таких решений друг с другом. Попадают под ответственность также те организации, которые проводили экспертизу проектной документации в ходе ЭС её подготовки. Ещё одна новелла градостроительного законодательства устанавливает, что основанием для сноса ОКС, включённого в перечень объектов ОКС, подлежащих сносу, является решение о КРТ. В таком случае принятие соответствующего решения собственником ОКС, застройщиком, решения суда или органа местного самоуправления не требуется. Поправка, связанная с особенностями градостроения в городе федерального значения Севастополе, наряду с Москвой и Санкт-Петербургом, также включена в данный федеральный закон. Закон вступает в силу со дня его официального опубликования (14 июля 2022 года), кроме статей 2 и 3. Статьи 2 (о ФГИС «Единый государственный реестр недвижимости») и 3 (о согласовании архитектурно-градостроительного облика в субъектах РФ) вступают в силу с 1 сентября 2022 года. | Законодательное Собрание города Севастополя                                                                                             | История применения типовых проектов в российском государстве начинается с XVI века при закладке города Свияжска, Архангельска, Москвы. Образцовые проекты и однотипные здания позволили застроить столицу Российской империи, город Санкт-Петербург. В начале XX века потребность в типовых проектах сильно возрасла в промышленной и транспортной сферах. Проект Василеостровского трамвайного парка (1905 –1908) – первый крупный типовой проект в сфере городского транспортного хозяйства России. В 1928 – 1931 годах появилось первое нормативное регулирование типовых проектов. Тогда же был создан Фонд типовых проектов в Центральной библиотеке чертежей. На территории бывшего СССР более 85% жилых и общественных, а также более 70% производственных сооружений построены по типовым проектам. Применение типовых проектов способствовало развитию унифицированных технологий строительства и производства материалов. Во втором десятелетии XXI века государство вновь актуализирует накопленный в советский период опыт типизации проектов. С 2016 – 2018 годов в Градостроительный кодекс РФ последовательно вносятся нормы, касающиеся типовой проектной документации. Федеральным законом № 350 от 2022 года вводится понятие типовое проектное решение. Функционально-техническое, конструктивное, инженерно-техническое, иное решение, содержащееся в типовой проектной документации, может быть признано типовым решением по решению Минстроя для последующего применения в типовых проектах. ТПР является продолжением советского опыта разработки и применения типовых строительных конструкций, изделий и узлов. Изменения вносятся в: - Градостроительный кодекс РФ (статья 1) - «О государственной регистрации недвижимости» от 13 июля 2015 года № 218-ФЗ (статья 2) - О внесении изменений в Градостроительный кодекс Российской Федерации и отдельные законодательные акты Российской Федерации от 1 июля 2021 года № 275-ФЗ (статья 3). |
| 8  | О внесении изменений в статьи 166 и 169 Жилищного кодекса Российской Федерации и Федеральный закон «О внесении изменений в отдельные законодательные акты Российской Федерации» от 7 октября 2022 года, № 378-ФЗ (регулирование вопросов капитального ремонта многоквартирных домов и поддержки граждан, призванных на военную службу)                                                   | Согласно редакции законопроекта, мобилизованные граждане и члены их семей освобождаются от пеней за просрочку оплаты услуг ЖКХ и взносов за капитальный ремонт. Федеральный закон «О внесении изменений в отдельные законодательные акты Российской Федерации» от 14 марта 2022 года, №58-ФЗ дополнен статьёй 9.1: - граждане Российской Федерации, заключившие контракт о прохождении военной службы в связи с призывом на военную службу по мобилизации в Вооружённые силы РФ, а также члены их семей освобождаются от начисления пеней в случае несвоевременного и (или) неполного внесения ими платы за жилое помещение и коммунальные услуги, взноса на капремонт до прекращения контракта в Вооружённых силах РФ. - Предоставление этой меры поддержки военнослужащим и членам их семей утверждается высшим должностным лицом субъекта Российской Федерации. В случае, если региональным законом предусматривается предоставление компенсации расходов на уплату взноса на капремонт, орган региональной власти РФ или регоператор самостоятельно запрашивает подтверждающие документы и информацию в рамках межведомственного взаимодействия. Требовать соответствующие документы и информацию от граждан запрещено. (дополнение предложением части 2.1 статьи 169 ЖК РФ). Данные нормы вступили в силу со дня их официального опубликования (7 октября 2022 года). Статья 166 ЖК РФ дополняется частью 1.1: - услуги (работы) по капремонту общего имущества, чьё финансирование идёт из средств фонда капремонта, определяются законодательством и нормативными актами субъектов РФ. - Для регионального регулирования Минстрой РФ создаёт методические рекомендации, на основании которых утверджаются региональные нормативы. Данная норма вступила в силу с 1 марта 2023 года. | Депутаты Государственной Думы Неверов С. И. Пахомов С. А. Качкаев П. Р.                                                                 | См. выше №2 от 2022 года ФЗ «О внесении изменений в отдельные законодательные акты Российской Федерации» от 14 марта 2022 года, №58-ФЗ |
| 9  | О внесении изменений в статью 201 Жилищного кодекса Российской Федерации и статью 5 Федерального закона «О внесении изменений в Жилищный кодекс Российской Федерации и отдельные законодательные акты Российской Федерации» от 21 ноября 2022 года, № 463-ФЗ (продление срока действия лицензии на осуществление предпринимательской деятельности по управлению многоквартирными домами) | Срок начала действия лицензии на управление многоквартирным домом (МКД) перенесен с 11 января на 1 июня 2018 года. Таким образом, срок действия лицензи продляется до 1 июня 2023 года. В ряде регионов срок действия лицензии истёк 11 января 2023 года. Такой порядок установлен поправками к Жилищному кодексу РФ, действующими с 11 января 2018 года. ЖК РФ предусматривает, что лицензия на управление МКД действует 5 лет со дня вступления таких поправок в силу. Срок действия лицензий на осуществление предпринимательской деятельности по управлению МКД в отношении лицензий, предоставленных до 11 января 2018 года, продляется с учётом следующих положений: - лицензиаты, подавшие заявление о продлении срока действия лицензии в период с 11 октября по 1 ноября 2022 года включительно — в их отношении принято решение о продлении действия указанных лицензий до 11 января 2028 года; - лицензиаты, подавшие заявление о продлении срока действия лицензии в период с 11 октября по 1 ноября 2022 включительно — в их отношении принято решение об отказе в продлении. Также к ним относятся лицензиаты, подавшие заявление после 1 ноября 2022 года. Для лицензиатов «первой волны» повторная процедура продления лицензии на предпринимательскую деятельность по управлению МКД не требуется. Продление срока действия лицензии до 1 июня 2028 года производится Департаментом государственного жилищного и строительного надзора регионов РФ до конца 2022 года. Для продления лицензии нужен положительный ответ со стороны Минстроя РФ. Департамент разместит соответствующие сведения в ГИС жилищно-коммунального хозяйства. При этом обращаться в Департамент с дополнительными заявлениями не требуется. Лицензиатам «второй волны» необходимо подавать в Департамент заявление о продлении срока действия лицензии в период с 3 по 27 марта 2023 года включительно. При этом преждевременная подача заявлений влечет отказ в продлении срока действия лицензии. Закон вступает в силу со дня его официального опубликования ( с 21 ноября 2022 года). Закон ретроактивен — действие указанных поправок распространяется на правоотношения, возникшие с 11 октября 2022 года. | Депутаты Государственной Думы Пахомов С. А. Качкаев П. Р. Выборный А. Б. Гетта А. А. Булавинов В. Е. Нуриев М. А.                       | С мая 2015 года деятельность по управлению МКД стала подлежать лицензированию. Решение о предоставление лицензии принимается лицензионной комиссией, состав и порядок деятельности которой утверждается постановлением высшего должностного лица субъекта РФ. Изначально лицензия на указанный вид деятельности предоставлялась бессрочно. В 2017 году были внесены изменения в статью 192 Жилищного кодекса Российской Федерации. В соответствии с этими изменениями, установлен пятилетний срок действия лицензии. 21 ноября 2022 года депутаты Государственной думы РФ (колонка слева) предложили новеллу №463-ФЗ, которая сдвинула пятилетний срок действия лицензий на управление МКД, определяя его исчисление с 1 июня 2018 года по 1 июня 2023 года. Процедура продления срока действия лицензий определена Постановлением Правительства РФ от 28 октября 2014 года, № 1110 «О лицензировании предпринимательской деятельности по управлению многоквартирными домами» (далее – Постановление № 1110). Согласно ему, для продления срока действия лицензий, которые истекают 1 июня 2023 года, необходимо подать заявление в лицензирующий орган не ранее чем за 60 рабочих дней до даты истечения срока действия, но не позднее чем за 45 рабочих дней до этой даты. Период подачи заявлений, таким образом, установлен с 3 марта по 27 марта 2023 года включительно. Решение о продлении срока действия лицензии принимается лицензирующим органом в следующих обстоятельствах: - заявление о продлении срока действия лицензии было подано в установленные сроки; - лицензионные требования были соблюдены; - отсутствуют серьёзные нарушения лицензионных требований. Многим управляющим организациям было отказано в продлении лицензий по разным основаниям. В целях устранения правовой неопределённости в вопросе дальнейшего управления домом лицензиатом, срок действия лицензии которого истёк, был принят Федеральный закон «О внесении изменений в статьи 199 и 200 Жилищного кодекса Российской Федерации» от 24 июня 2023 года, №273-ФЗ. Указанная новелла регламентировала действия органов местного самоуправления в случае, если действие лицензии не продлили (подробнее — №3 списка Федеральных законов за 2023 год). |
| 10 | О внесении изменений в Градостроительный кодекс Российской Федерации и статью 18.1 Федерального закона «О защите конкуренции» от 19 декабря 2022 года, № 541-ФЗ (о совершенствовании законодательства о градостроительной деятельности) | Поправки разработаны в целях совершенствования правового регулирования информационного обеспечения градостроительной деятельности. Понятие «государственная информационная система обеспечения градостроительной деятельности» (ГИСОГД) было закреплено Федеральным законом «О внесении изменений в Градостроительный кодекс Российской Федерации и отдельные законодательные акты Российской Федерации» от 3 августа 2018 года, № 342-ФЗ. Установлено, что такие системы содержат: - сведения, документы, материалы о развитии территорий; - о застройке этих территорий; - о существующих и планируемых к размещению объектах капитального строительства; - иные необходимые для осуществления градостроительной деятельности сведения. С 1 декабря 2022 года вступили в силу поправки в Федеральный закон «Об участии в долевом строительстве многоквартирных домов и иных объектов недвижимости» от 27 июня 2019 года, №151-ФЗ. Согласно указанному документу, устанавливается обязанность интеграции ГИСОГД субъектов Российской Федерации, федеральных ГИС, информационных систем юридических лиц, задействованных в градостроении через подключение к единой ГИСОГД Российской Федерации посредством технологических интерфейсов таких информационных систем. В ней содержатся взаимосвязанные сведения, документы, материалы объектов капитального строительства, формируемые на разных этапах их жизненного цикла. Такие этапы включают в себя выполнение инженерных изысканий, осуществление архитектурно-строительного проектирования, строительство, реконструкцию, капитальный ремонт, эксплуатацию или снос объекта капитального строительства. В главе VII Градостроительного кодекса Российской Федерации закрепляется реестр документов в области инженерных изысканий, проектирования, строительства и сноса. Указанный реестр представляет собой информационный ресурс, включающий документы, применяющиеся при проведении экспертизы проектной документации и (или) результатов инженерных изысканий. Формирование и ведение реестра документов осуществляется Минстроем России в порядке, установленном Правительством Российской Федерации. Данный Федеральный закон (№541-ФЗ от 19 декабря 2022 года) продолжает реформирование института информационного обеспечения градостроительной деятельности. На данном этапе закон уже ограничивает использование ГИСОГД. Согласно статье 56 Градкодекса РФ, ГИСОГД остаётся только на уровне субъектов Российской Федерации. Взамен ГИСОГД Российской Федерации создается Единая информационная система «Стройкомплекс.РФ» (далее — ЕИС Стройкомплекс.РФ). Создание ЕИС «Стройкомплекс.РФ» происходит на базе инфраструктуры, обеспечивающей эксплуатацию и функционирование ГИСОГД Российской Федерации с использованием её программных и технических средств. Кроме того, предусмотрено также, что из числа особо опасных и технически сложных объектов капитального строительства исключены объекты использования атомной энергии (ОИАЭ), содержащие: 1) радиационные источники, в которых генерируется ионизирующее излучение, на объектах, радиационное воздействие от которых в случае аварии ограничивается помещениями, где осуществляется непосредственное обращение с источниками ионизирующего излучения (к примеру, кабинет радиотерапии в онкологическом центре); 2) радиационные источники, содержащие в своем составе только радионуклидные источники четвёртой и пятой категорий радиационной опасности. Также Градостроительный кодекс Российской Федерации дополнен статьей 28.1, которая предусматривает возможность подготовки единого документа территориального планирования и градостроительного зонирования , объединяющего в себе состав и содержание генерального плана и правил землепользования и застройки. | Правительство Российской Федерации (Правительство Мишустина)                                                                            | Федеральный закон вступает в силу с даты опубликования, а положения в части информационного обеспечения – с 1 сентября 2023 года. |
| 11 | О внесении изменений в отдельные законодательные акты Российской Федерации от 19 декабря 2022 года, № 542-ФЗ (о совершенствовании законодательства по защите прав граждан-участников долевого строительства) | В принятых поправках устанавливается, что «Фонд развития территорий» (далее — Фонд) наделяется правом завершать строительство проблемных новостроек на стадии незавершённого строительства. В этом случае он должен компенсировать денежных средств физическим лицам, принимавшим участие в долевом строительстве. Фонд может принять такое решение на следующих основаниях: - истёк срок действия договора аренды земельного участка, на котором расположен объект незавершенного строительства; - вступило в силу решение суда о признании объекта самовольной постройкой; - отсутствует техническая возможность подключения объекта к сетям инженерно-технического обеспечения. Принятое решение граждане вправе оспаривать в арбитражном суде, рассматривающем дело о банкротстве застройщика. Если дело о банкротстве прекращено, — в суде общей юрисдикции. Также в законе прописано, что выплата возмещения члену кооператива за машино-место и (или) нежилое помещение осуществляется в размере одного машино-места и (или) одного нежилого помещения в объекте незавершенного строительства. За остальные служебные помещения законом выплата не положена. Отдельными нормами вводится положение, что лицам, заключившим договоры о комплексном развитии территории жилой застройки, будут выделяться субсидии за счёт средств Фонда. Они пойдут на оплату расходов по созданию либо приобретению жилых помещений для граждан, переселяемым из аварийного жилищного фонда. В целях снижения негативных последствий для экономики Российской Федерации из-за введения санкционных мер со стороны западных стран, отдельные положения закона устанавливают порядок использования средств компенсационных фондов саморегулируемых организаций, зачисленных на специальные банковские счета. | Депутаты Государственной Думы Яровая И. А. Аксаков А. Г. Николаев Н. П. Пискарёв В. И. Андрейченко А. В. Коломейцев Н. В. Лысаков В. И. | Изменения по статьям: статья 1 — Градостроительный кодекс Российской Федерации статья 2 ― «О введении в действие Градостроительного кодекса Российской Федерации» от 29 декабря 2004 года № 191-ФЗ статья 3 ― «Об участии в долевом строительстве многоквартирных домов и иных объектов недвижимости и о внесении изменений в некоторые законодательные акты Российской Федерации» от 30 декабря 2004 года № 214-ФЗ статья 4 ― О дополнительных мерах государственной поддержки семей, имеющих детей от 29 декабря 2006 года № 256-ФЗ статья 5 ― «О Фонде содействия реформированию жилищно-коммунального хозяйства» от 21 июля 2007 года № 185-ФЗ статья 6 ― «О публично-правовой компании “Фонд развития территорий” и о внесении изменений в отдельные законодательные акты Российской Федерации» от 29 июля 2017 года № 218-ФЗ Согласно статье 6 Федерального закона, Федеральные законы вступают в силу на всей территории Российской Федерации по истечении 10 дней после дня их официального опубликования, если самими законами не установлен другой порядок вступления их в силу. Закон вступил в силу с 29 декабря 2022 года |
| 12 | О внесении изменений в Градостроительный кодекс Российской Федерации и отдельные законодательные акты Российской Федерации и о признании утратившим силу абзаца второго пункта 2 статьи 16 Федерального закона «О железнодорожном транспорте в Российской Федерации» от 29 декабря 2022 года, № 612-ФЗ (о совершенствовании законодательства в области градостроительной деятельности)   | С 1 марта 2023 года Градостроительный кодекс РФ (далее – Градкодекс РФ) дополнен новыми положениями об архитектурно-градостроительном облике (АГО) объектов капитального строительства. В новом регулировании в правила землепользования и застройки (ПЗЗ), а также в градостроительные планы земельных участков (ГПЗУ) должны включаться требования к АГО. Также поправки содержат правила, каким образом устанавливаются общие требования к АГО и согласоввывается АГО каждого конкретного здания, сооружения. До 1 сентября 2023 года требования к АГО зданий (сооружений) устанавливается нормативными правовыми актами субъектов РФ. С 1 сентября 2023 года такие требования заносятся непосредственно в ПЗЗ, которые устанавливаются нормативно-правовыми актами органов местного самоуправления. Для городов федерального значения (Москва, Санкт-Петербург, Севастополь) с 1 марта 2023 года предусмотрен особый порядок установления требований к АГО объектов капстроительства, отличный от указанного. С 1 марта 2023 года согласование АГО зданий (сооружений) необходимо для получения разрешения на строительство. До 1 сентября 2023 года согласование осуществляется по старым правилам — в соответствии с порядком, предусмотренным нормативным правовым актом субъекта РФ. С 1 сентября 2023 года согласование будет осуществляться по новым положениям Градкодекса РФ в следующем порядке: - Если на определённой территории были установлены требования к АГО зданий (сооружений), то АГО строящихся либо реконструируемых зданий на этой территории подлежит согласованию с уполномоченным органом местного самоуправления. - Срок выдачи согласования – 10 рабочих дней. - Основание для отказа в согласовании – несоответствие архитектурных решений к зданиям (сооружениям), определяющих его АГО, установленным требованиям к АГО объектов капитального строительства. При этом порядок согласования устанавливается Правительством РФ. После изменений Градкодекса РФ появились Правила согласования архитектурного облика, которые утверждены Постановлением Правительства РФ от 29 мая 2023 года, № 857 «Об утверждении требований к архитектурно-градостроительному облику объекта капитального строительства и Правил согласования архитектурно-градостроительного облика объекта капитального строительства». (Далее — ППР № 857) Органы публичной власти вправе установить требования: - к цветовым решениям здания (колористические требования к объектам капстроительства); - к его отделочным и (или) строительным материалам (отделка фасадов зданий); - к размещению технического и инженерного оборудования на фасадах и кровлях зданий (сооружений); - к подсветке фасадов зданий; - к консольным и выступающим элементам фасада зданий; - к остеклению их фасадов. Органы публичной власти не вправе указывать конкретный цвет фасада здания и вид плитки, которые можно будет использовать в отделке такого здания. Согласно ППР № 857, требования к цветовым решениям зданий (сооружений) решаются через перечисление цветов и оттенков, с указанием палитры цвета. Требования к отделочным и строительным материалам зданий решаются перечислением материалов для отделки фасадов зданий, приемов улучшения декоративных качеств фасадов зданий. Органы местного самоуправления вправе установить палитру цветов и видов отделочных материалов к использованию на улицах городов и поселков. Также они вправе указать территории, для которых АГО не определяется. Утверждён порядок согласования АГО объекта капстроительства. Согласно ППР № 857, инициатором согласования должен выступать либо правообладатель земельного участка, на котором планируется строительство, либо правообладатель здания (сооружения) в случае его реконструкции. Срок рассмотрения документации не должен превышать 10 рабочих дней. Уполномоченный орган может подтвердить либо ответить мотивированным отказом о соответствии АГО градостроительному регламенту. Согласно части 2 статьи 40.1 Градкодекса РФ, введённой в действие данным Законом, на некоторый перечень объектов согласование не требуется. К их числу относятся: - гидротехнические сооружения; - объекты и инженерные сооружения, задействованные в электро-, газо-, тепло-, водоснабжении и водоотведении; - подземные сооружения; - объекты наблюдения за физическими и химическими процессами в окружающей среде, определения её гидрометеорологических, агрометеорологических и гелиогеофизических характеристик, загрязнения воздуха, почв и водных объектов; - объекты капстроительства для обработки, утилизации, обезвреживания и размещения отходов производства и потребления; - объекты капстроительства, предназначенные для обезвреживания, размещения и утилизации медицинских отходов; - объекты капитального строительства, предназначенные для хранения, переработки и утилизации биологических отходов; - объекты капстроительства, связанные с обращением с радиоактивными отходами; - объекты капстроительства, связанные с обращением веществ, разрушающих озоновый слой; - объекты использования атомной энергии; - опасные производственные объекты, определяемые в соответствии с законодательством Российской Федерации. | Правительство Российской Федерации (Правительство Мишустина)                                                                            | Особенности принятия закона В Градкодекс РФ включили процедуру согласования АГО как этап для получения разрешения на строительство. Решение это было скорее вынужденное для федерального центра. При этом на уровне субъектов РФ и муниципальной власти стремление контролировать все, включая сохранение права контроля внешнего облика объектов, планируемых к строительству, сохранялось. Эта особенность отразилась и в практике применения законодательства. Предписанием Прокуратуры Санкт-Петербурга указано на неправомерность согласования АГО в этом городе федерального значения. В 2014 году Градкодекс РФ дополнился положениями об исчерпывающих перечнях допустимых согласований в строительстве (статья 6). Правительство РФ на основании поправок включило АГО в перечень допустимых согласований, устанавливаемых на уровне субъекта РФ. В итоге задумка федерального законодателя упростить бюрократические процедуры привела к ровно обратному эффекту. В 2021 году положения Градкодекса РФ по исчерпывающим перечням процедур заменили на единый перечень материалов, документов и согласований в строительстве, который был утверждён Постановлением Правительства РФ. В этом перечне было предусмотрено, что требования об АГО вправе устанавливать только города федерального значения. Несмотря на это, субъекты РФ продолжали издавать нормативные акты о требованиях к АГО (Московская область, Ленинградская область). В результате получалась ситуация, когда федеральный законодатель настаивал на отказе от бессмысленной процедуры АГО, а региональные власти игнорировали решения властей свыше. В конце концов противостояние разрешилось Федеральным законом № 612-ФЗ и победой региональных властей. С 1 марта 2023 года согласование АГО становится отдельной процедурой, прямо урегулированной Градкодексом РФ. Хотя в данном вопросе прослеживается стремление Правительства РФ к унификации требований, главная проблема в согласованиях — неконтролируемый субъективный подход. В городах федерального значения — Москве, Санкт-Петербурге, Севастополе — тем более прописали право на самостоятельное регулирование данных требований и процедур. Более того, если строение попадает под защиту органа охраны объектов культурного наследия, то архитектурные решения проверяются дважды. Законодатель не учёл ответа на вопрос, как быть в том случае, если возникли расхождения позиций согласующих органов. Кроме того, на практике уполномоченные муниципальные органы от согласования внешнего вида быстро переходят к требованиям внутренней застройки, включая даже внутреннюю поэтажную планировку, никак не влияющую на АГО. Постатейные изменения в Федеральные законы: Статья 1 ― в Градостроительный кодекс РФ; Статья 2 ― редакция части 4 статьи 6 в Закон РФ «Об увековечении памяти погибших при защите Отечества» от 14 января 1993 года N 4292-I; Статья 3 ― редакция пункта 2 статьи 111 Кодекса внутреннего водного транспорта Российской Федерации; Статья 4 ― абзац 2 пункта 2 статьи 16 Федерального закона «О железнодорожном транспорте в Российской Федерации» от 10 января 2003 года № 17-ФЗ признать утратившим силу; Статья 5 ― условия вступления в силу Федерального закона № 612-ФЗ; Статья 6 ― вступление закона в силу: - общий порядок ― с 1 марта 2023 года; - особый порядок (подпункт «а» пункта 9 статьи 1), (пункт 1, пункт 2, пункт 3 статьи 5) ― с 1 января 2024 года. |
|    | В Викитеке есть полный текст: Федеральный закон от 28.01.2022 № 5-ФЗ | | | |

### 2023 год
| №  | Федеральный закон | Содержание закона | Субъект законодательной инициативы | Примечание |
| -- | --- | --- | --- | --- |
| 1  | О внесении изменений в статьи 2 и 3 Федерального закона «О газоснабжении в Российской Федерации» и Жилищный кодекс Российской Федерации от 18 марта 2023 года, № 71-ФЗ (об организации обслуживания газового оборудования в многоквартирном доме) | До 1 сентября 2023 года деятельность по техническому обслуживанию и ремонту (ТОиР) внутридомового (ВДГО) и внутриквартирного газового оборудования (ВКГО) регулировалась Правилами пользования газом в части обеспечения безопасности при использовании и содержании внутридомового и внутриквартирного газового оборудования при предоставлении коммунальной услуги по газоснабжению (Постановление Правительства РФ от 14 мая 2013 года, № 410). Согласно данному документу, исключительные права газораспределительной организации осуществлять техническое обслуживание и ремонт ВДГО и ВКГО отсутствовали. Любая организация была вправе осуществлятьТОиР ВДГО и ВКГО, соответствующая требованиям, установленным разделом IX Правил указанного документа. Для этого ей надо было направить в уполномоченный орган государственного контроля (надзора) уведомление о начале осуществления деятельности. С 1 сентября 2023 года согласно закону №71: - уточнён термин «газораспределительная организация» — это специализированая организация, которая: 1) владеет на праве собственности (или ином законном основании) газораспределительной сетью; 2) осуществляет оказание услуг по присоединению газоиспользующего оборудования к газораспределительным сетям; 3) осуществляет оказание услуг по технологическому присоединению газоиспользующего оборудования к газораспределительным сетям; 4) обеспечивает подачу газа потребителям такого оборудования; 5) осуществляет деятельность по техническому обслуживанию и ремонту ВДГО и (или) ВКГО; 6) осуществляет эксплуатацию и развитие газораспределительной системы. - ТОиР ВДГО в многоквартирном доме и техническое обслуживание ВКГО в этом МКД осуществляется одной организацией; - общим собранием собственников помещений в МКД может быть принято решение об определении лица, уполномоченного на заключение договора о техническом обслуживании ВКГО в многоквартирном доме. При отсутствии такого решения указанный договор заключается каждым собственником (нанимателем) помещения в МКД; - в договоре управления МКД в обязательном порядке должно быть указано на обязанность управляющей организации заключить со специализированой организацией договор о техническом обслуживании и ремонте ВДГО в многоквартирном доме; - в уставе жилищного кооператива, товарищества собственников жилья должна быть предусмотрена обязанность заключить договор со специализированой организацией. Федеральный закон №71-ФЗ вступил в силу с 1 сентября 2023 года. Договоры о техническом обслуживании ВДГО, заключенные собственниками жилых домов со специализированными организациями до дня вступления в силу настоящего Федерального закона, действуют до их прекращения или расторжения. Договоры о техническом обслуживании ВКГО в МКД, заключенные до дня вступления в силу настоящего Федерального закона, действуют до их прекращения или расторжения, но не позднее 1 января 2024 года. При этом все договоры о техническом обслуживании ВКГО в МКД, заключенные до дня вступления в силу настоящего Федерального закона, должны быть приведены в соответствие с положениями Жилищного кодекса Российской Федерации (в редакции настоящего Федерального закона) до 1 января 2024 года. Управляющие организации, осуществляющие деятельность по управлению МКД, в которых установлено газовое оборудование, обязаны привести договоры управления МКД в соответствие с требованиями пункта 5 части 3 статьи 162 Жилищного кодекса Российской Федерации в течение 90 дней со дня вступления в силу закона №71-ФЗ. Жилищные и жилищно-строительные кооперативы, товарищества собственников жилья, осуществляющие деятельность по управлению МКД, в которых установлено газовое оборудование, обязаны привести свои уставы в соответствие с требованиями части 1.2 статьи 113 и части 2.2 статьи 135 Жилищного кодекса Российской Федерации в течение 90 дней со дня вступления в силу Закона №71-ФЗ. | Депутаты Государственной Думы: Сидякин А. Г. Осипов И.В. Перминов Д. С. Ю.А.Левицкий А.В.Канаев М.С.Гаджиев А.А.Поляков П.И.Пимашков А.А.Максимов В.В.Бузилов М.М.Бариев С.А.Пахомов Н.Н.Пилюс Т.И.Фролова Р.Ш.Хайров И.С.Минкин И.Б.Богуславский Н.В.Говорин В.М.Новиков А.Е.Загребин В.С.Скруг А.Г.Кобилев И.В.Сапко Т.И.Цыбизова Р.К.Хуснулин М.А.Чернышёв А.П.Марков В.В.Бахметьев П.Р.Качкаев В.Ф.Шрейдер П.М.Федяев Т.В.Соломатина Л.И.Ковпак В.П.Водолацкий М.Т.Гаджиев В.И.Синяговский Р.А.Азимов А.Н.Ищенко А.А.Хохлов Ф.Г.Ганиев А.Ф.Тихомиров Р.Б.Букачаков М.С.Шеремет А.Н.Ткачёв А.З.Фаррахов Д.В.Ламейкин И.М.Гусева В.В.Селиверстов В.Е.Булавинов А.А.Гетта Н.В.Малов О.А.Бондарь Л.И.Черкесов А.Г.Когогина Е.В.Панина | Прямую выгоду от закона пролучат газовые монополисты. До 1 сентября 2023 года было возможно выбрать любую специализированную организацию. Судебная практика такое допускала. С 1 сентября 2023 года остаются только крупные игроки. Остальные будут выдавливаться с рынка. Кроме того, на уровне Государственной жилищной инспекции начнут давить на жителей, чтобы они проголосовали за обслуживание ВКГО за счёт управляющей компании. А ВКГО — основной источник взрывов газового оборудования. Для жителей этот вариант может показаться привлекательным: платишь меньше и перекладываешь всю ответственность на управляющую организацию (или ТСЖ, ЖСК). Однако для управляющих организаций это неоправданные риски в случае ЧП и дополнительные затраты, которые никак не компенсируются. Почти все случаи взрывов газа происходят не по вине управляющих компаний, у которых договор на ВДГО есть всегда, а по вине собственника, который не заключил договор на ВКГО и не обслужил свою плиту вовремя. Обязанность собственника предоставить доступ к плите закреплена в соответствии с Порядком поставки газа для обеспечения коммунально-бытовых нужд граждан, утверждённой Постановлением Правительства Российской Федерации от 21 июля 2008 года, № 549. Если этого не сделать, то для граждан предусмотрена ответственность по КоАП РФ (пункт 2 статьи 9.23 КоАП РФ) со штрафом до 2000 рублей. Однако граждан к этой статье привлекают чрезвычайно редко. Вместо собственника квартиры в МКД вина императивно устанавливается за управляющей компанией. Кроме того, после принятия данных поправок более 4,5 тысяч средних и малых предприятий останутся без средств к сущестовованию. После принятия поправок в закон о газоснабжении и ЖК РФ мы получим отток профессиональных компаний и кадров с рынка. Решением проблемы было бы возрождение государственного технического регулирования вместо того, чтобы отдавать на откуп коммерческим организациям безопасность граждан. Закон вступает в силу 1 сентября 2023 года, с учётом особенностей, которые установлены до 1 января 2024 года. |
| 2  | О внесении изменений в Градостроительный кодекс Российской Федерации и отдельные законодательные акты Российской Федерации от 13 июня 2023 года, № 240-ФЗ (приведение в соответствие полномочий органов местного самоуправления муниципальных округов с полномочиями органов местного самоуправления городских округов) | Закон носит технический характер и направлен на приведение в соответствие терминологии указанных законов (см. в Примечании) с Федеральным законом «Об общих принципах организации местного самоуправления в Российской Федерации» (в ред. от 1 мая 2019 года, № 87-ФЗ). Согласно редакции №87-ФЗ, вопросы местного значения муниципальных округов и городских округов совпадают. Согласно части 2 статьи 2 Федерального закона № 87-ФЗ, со дня вступления его в силу и до 1 января 2025 года устанавливается переходный период, в течение которого федеральные законы, законы субъектов Российской Федерации и уставы муниципальных образований приводятся в соответствие с положениями редакции №87-ФЗ. С этой целью вносятся поправки в законы, указанные в Примечании, с целью уравнивания муниципальных округов и городских округов в рамках их полномочий и компетенций. В соответствии со статьёй 6 Федерального закона «О ПОРЯДКЕ ОПУБЛИКОВАНИЯ И ВСТУПЛЕНИЯ В СИЛУ ФЕДЕРАЛЬНЫХ КОНСТИТУЦИОННЫХ ЗАКОНОВ, ФЕДЕРАЛЬНЫХ ЗАКОНОВ, АКТОВ ПАЛАТ ФЕДЕРАЛЬНОГО СОБРАНИЯ» (от 14 июня 1994 года № 5-ФЗ), Федеральные конституционные законы, федеральные законы, акты палат Федерального Собрания вступают в силу одновременно на всей территории Российской Федерации по истечении 10 дней после дня их официального опубликования, если самими законами или актами палат не установлен другой порядок вступления их в силу. Закон вступил в силу с 24 июня 2024 года | Правительство Российской Федерации (Правительство Мишустина) | Постатейные изменения: Статья 1 — Градостроительный кодекс РФ Статья 2 — «О введении в действие части первой Гражданского кодекса Российской Федерации» от 30 ноября 1994 года № 52-ФЗ; Статья 3 — «Об архитектурной деятельности в Российской Федерации» от 17 ноября 1995 года № 169-ФЗ; Статья 4 — Воздушный кодекс Российской Федерации; Статья 5 — «Об электроэнергетике» от 26 марта 2003 года № 35-ФЗ; Статья 6 — «О введении в действие Градостроительного кодекса Российской Федерации» от 29 декабря 2004 года № 191-ФЗ; Статья 7 — «О концессионных соглашениях» от 21 июля 2005 года № 115-ФЗ; Статья 8 — Водный кодекс Российской Федерации; Статья 9 — «Об автомобильных дорогах и о дорожной деятельности в Российской Федерации» от 8 ноября 2007 года № 257-ФЗ; Статья 10 — «О содействии развитию жилищного строительства» от 24 июля 2008 года № 161-ФЗ; Статья 11 — «Об энергосбережении и о повышении энергетической эффективности» от 23 ноября 2009 года № 261-ФЗ; Статья 12 — «Об искусственных земельных участках, созданных на водных объектах, находящихся в федеральной собственности» от 19 июля 2011 года № 246-ФЗ; Статья 13 — «О водоснабжении и водоотведении» от 7 декабря 2011 года № 416-ФЗ; Статья 14 — «Об организации регулярных перевозок пассажиров и багажа автомобильным транспортом и городским наземным электрическим транспортом в Российской Федерации» от 13 июля 2015 года № 220-ФЗ. |
| 3  | О внесении изменений в статьи 199 и 200 Жилищного кодекса Российской Федерации от 24 июня 2023 года, № 273-ФЗ (по вопросу непрерывности управления многоквартирными домами) | Новая редакция части 3 статьи 199 ЖК РФ прямо говорит о том, что непродление срока действия лицензии по управлению многоквартирным домом (МДК) влечёт прекращение её действия. Непродлённая лицензия приравнена к прекращённой. Этой нормы не было ни в ЖК РФ, ни в Федеральном законе «О ЛИЦЕНЗИРОВАНИИ ОТДЕЛЬНЫХ ВИДОВ ДЕЯТЕЛЬНОСТИ» от 4 мая 2011 года, № 99-ФЗ. В течение 15 дней со дня получения уведомления от органа ГЖН о прекращении действия лицензии либо истечении срока действия лицензии (если срок не продлён), орган местного самоуправления созывает общее собрание собственников (ОСС) для решения вопроса о выборе способа управления МКД. Если ОСС о выборе способа управления не состоялось или решение не принято, муниципалитет обязан объявить и провести открытый конкурс по утверждённому Постановлением Правительства РФ положению «О порядке проведения органом местного самоуправления открытого конкурса по отбору управляющей организации для управления многоквартирным домом» от 6 февраля 2006 года, №75. Порядок прекращения деятельности по управлению МКД в связи с истечением срока действия лицензии, если таковая не продлена, устанавливается Правительством РФ. Если срок действия лицензии не продлён, лицензиат обязан передать лицу, принявшему на себя обязательства по управлению МКД, техническую документацию и иные связанные с управлением МКД документы, ключи от помещений, входящих в состав общего имущества (ОИ), электронные коды доступа к оборудованию, входящему в состав ОИ, и иные технические средства и оборудование, необходимые для эксплуатации МКД и управления им, в течение трёх рабочих дней со дня наступления событий, предусмотренных частью 3 статьи 200 ЖК РФ. Часть 3 статьи 200 ЖК РФ гласит об обязанности лицензиата надлежащим образом исполнять функции по управлению МКД, оказанию услуг и (или) выполнению работ по содержанию (ремонту) ОИ в МКД до той даты, пока другая управляющая компания не вступит в права управления МКД либо не произойдёт госрегистрация ТСЖ (жилищного кооператива, иного специализированного потребительского кооператива). | Депутаты Государственной Думы Неверов С.И. Пахомов С.А. Качкаев П.Р. Бондаренко Е.В. Колунов С.В. Вольфсон И.С. Панин Г.О. Выборный А.Б. | Закон вступает в силу с даты его опубликования (24 июня 2023 года) Закон ретроактивный — действует с 1 июня 2023 года В примечании к №9 от 2022 года см. предысторию этой поправки |
| 4  | О внесении изменений в Жилищный кодекс Российской Федерации от 24 июня 2023 года, № 276-ФЗ (уточнение положений действующего законодательства Российской Федерации по обеспечению жилищных прав граждан) | Закон № 276-ФЗ уточняет жилищные права граждан, чьи дома попадают под комплексное развитие территории (КРТ) жилой застройки. Он определяет механизм выселения «последнего жильца» в многоквартирном доме, права на который переходят по законодательству в муниципальный фонд жилого имущества. Уполномоченное лицо, которое обеспечивает реализацию решения о КРТ, вправе обратиться в суд с требованием о понуждении собственника жилого помещения, если он не подписал договор в течение установленных 45 дней. Договор предусматривает освобождение жилого помещения, переход права собственности на это помещение к исцу (муниципальному фонду жилого имущества) в рамках реализации КРТ. Кроме того, уточняются полномочия общего собрания собственников (ОСС) помещений в многоквартирном доме. ОСС получает полномочия принимать решение о применении механизма переселения в рамках проведения политики КРТ. У Минцифры исключаются полномочия, связанные с функционированием государственной информационной системы жилищно-коммунального хозяйства (ГИС ЖКХ). Указанные полномочия будет осуществлять Минстрой. | Костромская областная Дума | Закон вступает в силу со дня его официального опубликования. |
| 5  | О внесении изменений в Градостроительный кодекс Российской Федерации и отдельные законодательные акты Российской Федерации и о признании утратившими силу отдельных положений законодательных актов Российской Федерации от 10 июля 2023 года, № 305-ФЗ (о совершенствовании отдельных вопросов законодательства о градостроительной деятельности) | Комплексный закон направлен на дальнейшую оптимизацию градостроительной деятельности и ускорение инвестиционно-строительного цикла. Ключевая новелла — это прохождение экспертизы проектной документации и государственной экологической экспертизы по принципу «одного окна» в рамках однократного обращения, который составляет 42 рабочих дня с возможностью продления ещё на 20 рабочих дней. Кроме того, уточняется порядок представления документов в электронном виде для прохождения данной процедуры и срок её начала. Правительство РФ наделяется полномочиями (статья 45 Градкодекса РФ) по установлению единого порядка подготовки и утверждения документации по планировке территорий (ДПТ). Предполагается, что это значительно сократит сроки сбора документации для градостроительной деятельности. Ранее действовали различные порядки для подготовки ДПТ исторических поселений, автомобильных дорог федерального значения, а также для объектов, которые находятся на территории двух или более субъектов РФ. Кроме того, муниципалителы и региональные власти также утверждали ДПТ на своих уровнях. Данное обстоятельство создавало сложности для застройщиков и значительно затягивало сроки строительства в целом. Вносятся изменения в 8 Федеральных законов (см. Приложение) с целью совершенствования процедур в сфере градостроительной деятельности. Статья 60 Градкодекса РФ дополняется новой частью 12 о субсидиарной ответственности саморегулируемой организации (СРО) по возмещению вреда собственнику здания. Вред может быть нанесён в результате разрушений или повреждений зданий и сооружений, которые произошли по причине некачественного выполнения работ по инженерным изысканиям, а также ненадлежащей подготовки проектной документации, некачественного строительства, реконструкции, капитального ремонта, сноса объекта капитального строительства членом СРО. Вред собственнику объекта возмещается из компенсационного фонда организации. Если СРО исключена из государственного реестра саморегулируемых организаций, то такую субсидиарную ответственность несёт Национальное объединение саморегулируемых организаций. Также Правительство РФ наделяется полномочием по подготовке и утверждению проекта планировки территории, которая принадлежит к историческим поселениям федерального и регионального значения. Ранее таким полномочием были наделены субъекты Российской Федерации. | Правительство Российской Федерации (Правительство Мишустина) | Постатейные изменения в ФЗ: Статья 1 ― Градостроительном кодексе РФ; Статья 2 ― «Об экологической экспертизе» от 23 ноября 1995 года, № 174-ФЗ; Статья 3 ― Кодекс внутреннего водного транспорта РФ; Статья 4 ― «О введении в действие Градостроительного кодекса Российской Федерации» от 29 декабря 2004 года № 191-ФЗ; Статья 5 ― «Об особой экономической зоне в Калининградской области» от 10 января 2006 года № 16-ФЗ; Статья 6 ― «О территориях опережающего развития в Российской Федерации» от 29 декабря 2014 года № 473-ФЗ; Статья 7 ― Признать утратившим силу: 1) часть 3 статьи 30 Федерального закона «О мелиорации земель» от 10 января 1996 года № 4-ФЗ; 2) часть 2 статьи 25 Федерального закона «Об автомобильных дорогах и о дорожной деятельности в Российской Федерации» от 8 ноября 2007 года № 257-ФЗ; Статья 8 ― Положение об особенности подготовки документации по планировке территории, а также решение о внесении изменений в такую документацию (ультраактивность закона); Статья 9 ― срок вступления в силу закона: - общий порядок ― с 1 сентября 2023 года. |
| 6  | О внесении изменений в Закон Российской Федерации «О статусе столицы Российской Федерации» и статью 2 Федерального закона «Об особо охраняемых природных территориях» от 10 июля 2023 года, № 310-ФЗ (вопросы оптимизации процедуры переселения граждан в рамках программы реновации и передачи полномочий в целях эффективного управления территорией) | Оптимизирована по срокам процедура переселения граждан в рамках программы реновации. Согласно части третьей статьи 7.3 «О статусе столицы Российской Федерации», собственник жилого помещения вправе получить на основании письменного заявления вместо равнозначного жилого помещения равноценное возмещение в денежной форме. Указанное заявление может быть направлено в Департамент градостроительной политики города Москвы в течение 20 (двадцати) дней со дня получения собственником жилого помещения проекта договора, предусматривающего переход права собственности на жилое помещение с условием предоставления равнозначного жилого помещения. До вступления в силу данной поправки этот срок составлял 30 (тридцать) дней. Следующее изменение связано со сроками заключения договора, который предусматривает переход права собственности на жилое помещение, подлежащего заключению в обязательном порядке (часть тринадцатая статьи 7.3). Если договор не был заключен в течение 30 (тридцати дней) со дня получения собственником жилого помещения проекта договора заказным письмом с уведомлением о вручении, Департамент градостроительной политики города Москвы вправе обратиться в суд с требованиями: - о понуждении указанного собственника жилого помещения к заключению такого договора; - об освобождении жилого помещения в многоквартирном доме, включенного в программу реновации; - о передаче жилого помещения в собственность города Москвы; - о государственной регистрации перехода права собственности на соответствующее жилое помещение. В исковом заявлении в обязательном порядке указываются адрес, общая и жилая площадь, количество комнат, кадастровый номер предоставляемого равнозначного жилого помещения. Если собственник направил письменное заявление о выплате денежного эквивалента, указывается ещё и размер равноценного возмещения в денежной форме. До вступления данной поправки в силу срок ожидания заключения договора уполномоченного органа с собственником составлял 90 (девяносто) дней. В Закон «О статусе столицы Российской Федерации» введена статья 15, а также дополнена статья 2 пункта 11 подпункта «а» Федерального закона «Об особо охраняемых природных территориях». Основная суть введённых новелл — передача властям города Москвы части федеральных полномочий Министерства природных ресурсов и экологии РФ над национальным парком «Лосиный остров». | Депутаты Государственной Думы Толстой П.О. Белых И.В. Разворотнева С.В. Буцкая Т.В. | 12 июля 2023 года состоялась экологическая конференция «Защитим природное наследие Москвы!», где присутствовали эксперты-экологи, активисты «Защита Битцевского леса», защитники Лосиного острова, Троицкого лесопарка, дендропарка «Москворецкий», Алёшкинского леса, а также депутаты Государственной Думы и Московской городской Думы. В ходе конференции была вынесена Резолюция, состоящая из 20 пунктов, основная суть которых: - запрет на изъятие земель природных территорий для последующего строительства; - прекращение массового урбанистического благоустройства охраняемых природных территорий с «закатыванием» дикой природы в асфальт и плитку, а также возведением объектов досуга и развлечений; - запрет на строительство жилых и промышленных зданий на расстоянии ближе, чем в 150 метрах от границ природных территорий. Среди москвичей много тех, кто не доверяет заявлениям столичного руководства о том, что заповедные зоны не будут застроены. Имеются живые примеры, когда такое обещание не соблюдалось: - изъятие части территории национального парка для возведения Северо-Восточной хорды и Московского центрального кольца; - строительство жилого комплекса «Сказочный лес» в самом центре национального парка; - поправкой № 310 предусмотрена возможность строительства на территории национального парка автодорог, железнодорожной инфраструктуры, линий связи. Появление таких объектов усилит антропогенную нагрузку на национальный парк и приведёт к дроблению частей нацпарка, что повлечёт утрату экологической ценности отсечённых частей парка. Закон вступает в силу с 10 июля 2023 года. Закон в части переселения граждан ультраактивен — если проект договора был направлен собственнику многоквартирного дома до вступления в силу данных поправок, закон применяется в редакции, действовавшей до дня вступления в силу настоящего Федерального закона. |
| 7  | О внесении изменений в статьи 57 и 166 Жилищного кодекса Российской Федерации и Федеральный закон «Об объектах культурного наследия (памятниках истории и культуры) народов Российской Федерации» от 24 июля 2023 года, № 365-ФЗ (установление возможности предоставления жилого помещения с согласия граждан в границах другого населенного пункта, а также установление возможности капитального ремонта многоквартирных домов ― объектов культурного наследия РФ) | По данным Минстроя России, на конец 2023 года состояло более 9 тысяч многоквартирных домов-памятников (МКДП), находящихся в региональных программах капитального ремонта. До 1 сентября 2023 года для проведения любых работ в МКДП требовалось привлечение специальных лицензируемых организаций, с проведением государственной историко-культурной экспертизы, длительными согласованиями с органом государственной охраны объектов культурного наследия. С 1 сентября 2023 года устанавливется упрощённый порядок проведения капитального ремонта общего имущества в МКД — объектах культурного наследия. Для реализации ремонта в МКДП по упрощенному порядку необходимо: - проведение капитального ремонта общего имущества (к примеру, лестничной площадки, лифта, замена водопроводных сетей, ремонт кровли); - чтобы при проведении ремонта не затрагивался предмет охраны объекта культурного наследия. Государственная историко-культурная экспертиза в целях выполнения таких работ не проводится. Они выполняются в соответствии с Жилищным кодексом РФ. Запрещается, как и прежде, выполнять работы, изменяющие облик здания, объёмно-планировочные и конструктивные решения, интерьер. Также запрещается нарушать требования к обеспечению сохранности многоквартирного дома, если такие установлены. Однако исполнителю работ уведомлять орган охраны необходимо в письменной форме, не позднее чем за пять рабочих дней до начала выполнения работ. Орган охраны объектов культурного наследия должен сформировать программу проверок, причём первая проверка должна быть не позднее семи рабочих дней после начала работ. | Законодательное Собрание Краснодарского края | Вступление закона в силу: - общий порядок — с 1 марта 2023 года |
| 8  | О внесении изменений в Федеральный закон «Об участии в долевом строительстве многоквартирных домов и иных объектов недвижимости и о внесении изменений в некоторые законодательные акты Российской Федерации» от 4 августа 2023 года, № 421-ФЗ (о совершенствовании законодательства о долевом строительстве многоквартирных домов и иных объектов недвижимости) | Данные поправки были разработаны в пользу застройщиков уникальных объектов. В случае, если застройщик не успевает в срок завершить долевое строительство, выплата неустоек юридическим и физическим лицам существенно снижена. Согласно статье 48.1 Градостроительного кодекса РФ (Градкодекс РФ), под уникальным считается объект, обладающий хотя бы одним из перечисленных признаков: - высота более 100 метров (примерно более 33 этажей); - пролёты более 100 метров; - наличие консоли более чем 20 метров; - заглубление подземной части ниже планировочной отметки земли более чем на 15 метров. По новому регулированию, если просрочка передачи здания (сооружения) участнику долевого строительства уникального объекта составляет не более 30 месяцев, то неустойка (пени) будет рассчитываться в размере 1/300 ставки рефинансирования ЦБ РФ от цены договора за каждый день просрочки, но не более 5% от этой цены. Для расчётов используется ставка рефинансирования, действующая на день передачи объекта. Кроме того, если участник долевого строительства — физическое лицо, то по общему правилу ему положена двойная неустойка. С принятием данной поправки это общее правило для уникальных объектов не действует. Схематичный расчёт компенсации за неустойку смотрите в Примечании. | Депутаты Государственной Думы Пахомов С.А. Вольфсон И.С. Колунов С.В. Кошелев В.А. | Примерная схема расчёта Объект капстроительства должен быть передан участникам договора в долевом строительстве 1 февраля 2021 года. Фактическая передача состоялась 1 августа 2023 года. Срок просрочки составил 30 месяцев (912 дней). Цена договора — 5 миллионов рублей. Ставка рефинансирования на 1 августа 2023 года была на уровне 8,5%. При описанных параметрах неустойка для организации составила бы: 5 000 000 х 912 х 1/300 х 8,5% = 1 292 000 рублей Если участник долевого строительства — физическое лицо, то сумма компенсации возрастает вдвое — 2 584 000 рублей. Но поправка № 421-ФЗ вносит ограничивающие условия: если построенный объект уникальный (статья 48.1 Градкодекса РФ), то ни организация, ни физическое лицо не смогут рассчитывать на получение неустойки в размере, большем чем 5% от цены договора (в данном случае 5 000 000 рублей, что составляет всего 250 000 рублей). Таким образом, сумма неустойки для участников долевого строительства уникального объекта законодательно существенно снижается. Закон вступает в силу с 15 августа 2023 года. Закон ретроактивен — его положения распространяются также на договоры участия в долевом строительстве, заключенные до его вступления в силу. |
| 9  | О внесении изменений в Жилищный кодекс Российской Федерации от 4 августа 2023 года, № 433-ФЗ (совершенствование процедуры закупки товаров (материалов и оборудования) при проведении капитального ремонта общего имущества в многоквартирном доме) | Новелла регулирует механизм централизованных закупок материалов, оборудования, в том числе высокотехнологичного, для капремонта общего имущества в многоквартирном доме (МКД). Регионам даются полномочия наделять регионального оператора капремонта правом по закупке необходимых товаров, их приёмке, осуществлению контроля сроков поставки и качества, а также по реализации товаров в случае их неиспользования при проведении капремонта. Оплата таких товаров производится за счёт средств фонда капремонта МКД, сформированного собственниками помещений, а также может финансироваться за счёт бюджетных средств. Региональный оператор будет нести ответственность перед собственниками помещений в МКД за качество поставленных для капремонта товаров не менее 5 лет. | Депутаты Государственной Думы Пахомов С.А. Выборный А.Б. Качкаев П.Р. | Закон вступает в силу с 1 сентября 2023 года |
| 10 | О внесении изменения в статью 162 Жилищного кодекса Российской Федерации от 4 августа 2023 года, № 434-ФЗ (совершенствование процедуры выбора управляющей организации) | Новелла ограничивает право жильцов на односторонний отказ от услуг управляющей компании (УК). Согласно новой редакции части 8.2 статьи 162 ЖК РФ, собственники помещений в многоквартирном доме (МКД) теперь вправе на общем собрании выбрать новую УК не раньше, чем предыдущая отработает хотя бы один год. После истечения этого срока собственники вновь могут в любое время сменить компанию. Однако, если УК не справляется со своими обязанностями, отказаться от её услуг можно в любое время. Собственники также в любое время могут в одностороннем порядке отказаться от исполнения договора управления МКД и сменить способ управления МКД – например, на непосредственное управление или управление ТСЖ. В соответствии со статьёй 6 Федерального закона «О ПОРЯДКЕ ОПУБЛИКОВАНИЯ И ВСТУПЛЕНИЯ В СИЛУ ФЕДЕРАЛЬНЫХ КОНСТИТУЦИОННЫХ ЗАКОНОВ, ФЕДЕРАЛЬНЫХ ЗАКОНОВ, АКТОВ ПАЛАТ ФЕДЕРАЛЬНОГО СОБРАНИЯ» (от 14 июня 1994 года № 5-ФЗ), Федеральные конституционные законы, федеральные законы, акты палат Федерального Собрания вступают в силу одновременно на всей территории Российской Федерации по истечении 10 дней после дня их официального опубликования, если самими законами или актами палат не установлен другой порядок вступления их в силу. Закон вступил в силу с 15 августа 2023 года | Депутаты Государственной Думы Пахомов С.А. Нуриев М.А. Качкаев П.Р. | Практика правоприменения Практика применения нового закона уже появилась в судах различной инстанции. За 10 месяцев действия этой поправки вынесены первые решения (Дела № А73-1142/2024, № А50-31663/2023, № А29-1034/2024). В первом деле общее собрание собственников (ОСС) 1 сентября 2023 года заключило договор управления с УК, но уже в январе следующего года расторгло его. ГЖИ исключили дом из лицензии УК, с чем компания не согласилась и подала иск в суд. Первая и апелляционная инстанции удовлетворили требования УК, признав решение надзорного органа недействительным. Суды различной инстанции встали на сторону УК, так как доказательств, что УК не выполняла условия договора, предоставлено не было (ч. 8.2 ст. 162 ЖК РФ). Во втором деле УК-1 управляла МКД 5 лет. В октябре 2023 года ОСС сменило её на УК-2. Новая УК направила документы в ГЖИ с целью внесения МКД в реестр лицензий. Прежняя УК-1 экстренно созвала ОСС в ноябре 2023 года, подав документы в ГЖИ с тем, чтобы продлить договор. Но надзорное ведомство отказало ей. Тогда УК-1 обратилась в суд. Первая инстанция отклонила иск УК-1, заявив, что у собственников жилья нет правовых оснований для смены управляющей компании после заключения договора управления с УК-2 (в соответствии с Законом № 434-ФЗ) — годовой период ещё не истёк. Решение ОСС о продлении лицензии УК-1 на управление МКД , принятое в ноябре 2023 года, суд признал ничтожным. В третьем деле суды встали на сторону новой УК, хотя не прошло и года с момента выбора предыдущей. 1 января 2023 года УК-1 и собственники заключили договор управления, а уже 7 октября решили её сменить и выбрали УК-2. Одновременно жители и УК-1 подписали соглашение о расторжении договора. Но ГЖИ отказала во внесении изменений в реестр лицензий, сославшись на особенность расторжения договора в статье 162 ЖК РФ. УК-2 подала иск в суд. Суды различной инстанции вторую управкомпанию поддержали: договор был расторгнут по соглашению сторон (часть 1 статьи 450 ГК РФ) и все правоотношения прекращаются с момента заключения такого соглашения, если собственники и УК не предусмотрели иной срок. Жители дома и УК-1 указали, что договор между ними прекращает действовать с момента подписания соглашения. Поэтому участники ОСС были вправе незамедлительно выбрать новую компанию, а у органа ГЖН не было правовых оснований отказать УК-2 включить её в реестр лицензий. |
| 11 | О внесении изменений в статью 55-16 Градостроительного кодекса Российской Федерации от 4 августа 2023 года, № 435-ФЗ (об увеличении предельных значений, характеризующих уровень ответственности членов СРО по договорам подряда в строительстве) | Действующие положения Градкодекса РФ устанавливают, что строительные организации, являющиеся членами строительных саморегулируемых организаций (СРО), должны внести определённый взнос в компенсационный фонд СРО, чтобы получить допуск к строительным работам. Размер взноса определяет общую стоимость работ по одному договору, к которому может быть допущен член СРО. Размер взноса в Градкодексе РФ носит название «уровня ответственности». Чем выше уровень ответственности члена СРО, тем выше цена проекта на строительство (реконструкцию,снос) капитального (некапитального) объекта, к которому допущен член СРО. Всего в Градкодексе РФ 6 (шесть) уровней ответственности. Изменения затронули только первый уровень ответственности. Новеллой вносятся изменения в пункт 1 статьи 12 и пункт 1 статьи 13 Градкодекса РФ. Организации-члены СРО, которые внесли в компенсационный фонд не менее 100 тысяч рублей, но не более 500 тысяч рублей, имеют право осуществлять строительные работы, стоимость которых по одному договору не превышает 90 тысяч рублей. Предельные значения обязательств по договору подряда увеличены с 60 до 90 млн рублей в рамках первого уровня ответственности члена СРО. Аналогичные изменения затронули строительные организации, пользующиеся конкурентными способами заключения договоров: строительная организация, которая сделала взнос в пределах от 200 000 рублей до 2,5 миллионов рублей (первый уровень ответственности для отношений, связанных с конкурентными способами заключения договоров) сможет заключать соответствующие договоры на сумму до 90 миллионов рублей. | Депутаты Государственной Думы Неверов С.И. Алексеенко Н.Н. | Указанные изменения вызваны экономическими факторами, увеличивающими стоимость строительных работ. Предполагается, что изменения положительно скажутся на работе строительных компаний первого уровня ответственности, которые смогут осуществлять привычные строительные работы, не увеличивая минимальную сумму взноса в компенсационные фонды. В соответствии со статьёй 6 Федерального закона «О ПОРЯДКЕ ОПУБЛИКОВАНИЯ И ВСТУПЛЕНИЯ В СИЛУ ФЕДЕРАЛЬНЫХ КОНСТИТУЦИОННЫХ ЗАКОНОВ, ФЕДЕРАЛЬНЫХ ЗАКОНОВ, АКТОВ ПАЛАТ ФЕДЕРАЛЬНОГО СОБРАНИЯ» (от 14 июня 1994 года № 5-ФЗ), Федеральные конституционные законы, федеральные законы, акты палат Федерального Собрания вступают в силу одновременно на всей территории Российской Федерации по истечении 10 дней после дня их официального опубликования, если самими законами или актами палат не установлен другой порядок вступления их в силу. Закон вступил в силу с 15 августа 2023 года |
| 12 | О внесении изменений в Градостроительный кодекс Российской Федерации и отдельные законодательные акты Российской Федерации от 4 августа 2023 года, № 438-ФЗ (регулирование вопросов, связанных с установлением границ населённых пунктов и границ территориальных зон) | Объёмный правовой акт вступил в силу 1 февраля 2024 года, кроме отдельных положений (особый порядок вступления в силу). Его основные положения: - введены «регуляторные песочницы» для реализации проектов по строительству объектов капитального строительства (ОКС). В этом случае могут быть установлены специальные особенности осуществления градостроительной деятельности в соответствии с Федеральным законом от 31 июля 2020 года, № 258-ФЗ «Об экспериментальных правовых режимах в сфере цифровых инноваций в Российской Федерации». ЭПР состоит в применении специального регулирования в течение определённого периода времени, отличающегося от установленного законом; - установлена обязанность актуализации схем территориального планирования, которые учитывают и прогнозируют размещение линейных объектов (ЛО) не реже одного раза в 20 лет, а также иных схем территориального планирования — не реже одного раза в 10 лет. Если актуализация не произошла, такие схемы применяются исключительно в информационно-справочных целях. Новая редакция закона отменила обязательное требование о сроках действия схем территориального планирования. Важно: новые требования акцентируют внимание на актуализацию единожды разработанного документа вместо того, чтобы разрабатывать документы на определённый период времени; - законодательный орган местного самоуправления (местная дума, совет депутатов) сельского поселения по своему усмотрению вправе принять решение о том, что необходимость подготовки генерального плана и правил землепользования и застройки отсутствует. Раньше у местного совета депутатов не было таких полномочий при условии утверждённой стратегии социально-экономического развития поселения и если в нём предполагалось изменение существующего порядка использования территории, а также в случаях, если на территории поселения были размещены объекты федерального, регионального и местного значения муниципального района; - Единый документ территориального планирования и градостроительного зонирования теперь может быть подготовлен и утверждён к территориям двух и более поселений (= муниципальных, городских округов, отдельных населённых пунктов, входящих в их состав). Такой документ должен будет утверждаться Правительством субъекта РФ. Ранее разработка единого документа была предусмотрена только для отдельных муниципальных образований. Такие документы утверждались советом депутатов на уровне местного самоуправления; - до 1 января 2027 года продлён порядок установления границ населенных пунктов (НП) и территориальных зон (ТЗ). Они могут пересекать границы земельных участков ЛО и земельных участков, уже имеющих пересечения между собой. О каждом пересечении границ в описании местоположения указывается соответствующая информация и необходимость их устранения. Муниципалитет направляет информацию о таких пересечениях в Росреестр, согласовывает предложения Росреестра по устранению пересечений; - уточнены правила установления границ ТЗ. Ранее был установлен запрет на пересечение границ ТЗ с границами земельных участков. Исключения составляли участки для проведения работ по геологическому изучению недр, разработки месторождений полезных ископаемых, размещения ЛО, гидротехнических сооружений, а также водохранилищ, иных искусственных водных объектов. Теперь границы ТЗ также не смогут пересекаться с границами муниципальных образований, населенных пунктов, но могут пересекаться с границами ЗОУИТ, территориями объектов культурного наследия, исторических поселений федерального и регионального значения; - уточнены требования к установлению границ земельных участков. Их образование не допускается, если их границу пересекают ТЗ, лесничества, кроме случаев, когда земельный участок образовывается для пользования недрами, а также для размещения и эксплуатации линейных объектов (и их частей); - теперь земельный участок может пересекаться с границами ЗОУИТ, публичного сервитута, территорий объектов культурного наследия, ООПТ, ОЭЗ, охотничьих угодий, ТОР, ЗТР РФ, игорных зон, территорий, зарезервированных для государственных и муниципальных нужд, Байкальской природной территории и её экологических зон; - также допускается образование земельных участков, расположенных в границах полос отвода автомобильных дорог, при отсутствии проекта межевания территории, на основании схемы расположения земельного участка (земельных участков) на кадастровом плане территории; - уточнён порядок внесения сведений об административных границах и границах территориальных зон в ЕГРН. Если в результате внесения сведений о границах субъектов РФ, муниципальных образований, населенных пунктов требуется изменение сведений об адресах объектов недвижимости, Росреестр составляет перечень таких объектов и направляет его в орган местного самоуправления, уполномоченный на изменение адресации. Если в результате внесения сведений о границах субъектов РФ, муниципальных образований обнаружено их пересечение с границами земельных участков, Росреестр составляет перечень земельных участков, пересекающих указанные административные (муниципальные) границы и направляет муниципальным органам, ответственным за установление границ, с целью устранения пересечений; - орган регистрации прав (Росреестр) наделён обязанностью устанавливать (изменять) категорию земель земельных участков, расположенных в границах населенных пунктов. При этом Росреестр управомочен сам относить такие земельные участки к землям населенных пунктов, без предоставления ему решений органов государственной власти или органа местного самоуправления; - уточнены правила корректировки границ населённых пунктов (НП) и территориальных зон (ТЗ) в случае выявления их пересечений с границами земельных участков (ЗУ). Росреестр вправе самостоятельно изменять сведения о местоположении границ, если более 50% площади ЗУ находится в границах (за границами) населённых пунктов и территориальных зон. Ранее данный показатель (земельный участок в границах (за границами) населённого пункта) составлял 75% и более; - если границы НП пересекаются с границами ЗУ, расположенных на ООПТ (муниципального, регионального или федерального значения), предложения на согласование направляются также в ФОИВ (или орган исполнительной власти субъекта РФ), к которому относится такая ООПТ; - если границы НП, ТЗ пересекаются с границами ЗУ из земель сельскохозяйственного назначения, то согласование проходит в Правительстве субъекта РФ, на территории которого расположены муниципальное образование, населённый пункт. Стороны (муниципалитет и Правительство субъекта РФ) вправе согласовать такие предложения либо предоставить иные предложения в течение 30 дней с момента отправления предложений по изменению границ. При этом, предложения о новом пересечении границ запрещены; - если в указанный срок предложения от сторон не поступили, то предложения Росреестра считаются согласованными и такие предложения служат основанием для изменения границ населенных пунктов, территориальных зон; - если предложения собственников ЗУ и государственных органов, муниципалитетов различаются, предпочтение отдаётся органам публичной власти (ОПВ); - если предложения Росреестра не согласованы ОПВ и собственниками ЗУ и не предоставлены иные предложения от таких органов или собственников, Росреестр направляет уведомление о невозможности внесения сведений о границах НП и ТЗ в ЕГРН; - орган государственной власти субъекта РФ может дать право Росреестру на изменения границ НП, ТЗ, имеющих пересечения с границами ЗУ, без согласования с ним и органами местного самоуправления (муниципалитетами); - если границы НП одновременно являются границами муниципального образования или границей между субъектами РФ, процедура изменения границ населённых пунктов не применяется; - не является препятствием пересечение границ НП и (или) ТЗ с земельным участком линейного объекта (ЛО). В этом случае Росреестр самостоятельно без предоставления межевого плана осуществляет раздел ЗУ линейного объекта в соответствии с границами НП и регистрацию прав на получившиеся ЗУ. После разделения все заинтересованные лица (органы власти, местного самоуправления, собственники земель) официально уведомляются об этой процедуре; - если границы населённых пунктов и территориальных зон в ЕГРН были скорректированы Росреестром из-за устранения пересечений с границами земельных участков, соответствующие изменения должны быть внесены также в документы территориального планирования (ТП) и правила землепользования и застройки (ПЗЗ). Ранее указанная обязанность отсутствовала, поэтому сведения о границах НП и ТЗ в ЕГРН и градостроительной документации различались; - изменение границ населённых пунктов и территориальных зон будут осуществляться в упрощённом порядке — без проведения общественных обсуждений, публичных слушаний, без опубликования сообщения о подготовке проекта и заключения комиссии, а также без утверждения изменений путем уточнения; - изменение сведений о границах населённого пункта в ПЗЗ необходимо осуществить в срок не более чем 6 месяцев. Для документов ТП предельный срок приведения к сведениям ЕГРН не установлен; - уточнён порядок устранения реестровых ошибок в сведениях ЕГРН. Росреестр уполномочен самостоятельно выполнять работы по определению координат границ и объектов недвижимости, но до этого он обязан предложить органам власти или собственникам земельных участков устранить такие ошибки самостоятельно. В случае если в течение 1 месяца необходимые документы не были предоставлены, Росреестр вносит изменения в ЕГРН самостоятельно; - срок рассмотрения заявления об исправлении реестровой ошибки в ЕГРН сокращён с 3 до 1 месяца. По результатам исправления реестровой ошибки допускается увеличение площади земельного участка не более чем на 10% или её уменьшение не более чем на 5% исходя из площади земельного участка, сведения о которой содержатся в ЕГРН; - до 1 января 2027 года продлён предельный срок направления в Росреестр документов, которые нужны для изменения сведений о границах НП и ТЗ в ЕГРН; - С 2024 по 2027 год продлён срок действия запрета на строительство объектов капитального строительства при отсутствии в ЕГРН сведений о границах территориальных зон, в которых расположены земельные участки под строительство. | Правительство Российской Федерации (Правительство Мишустина) | Основной предпосылкой к разработке закона явилось то, что на начало 2022 года в ЕГРН всё ещё во многом отсутствовали сведения о границах населённых пунктов и границах территориальных зон, что оказывает негативный эффект на градостроительную деятельность. По статистическим сведениям, приведённым разработниками закона, сведения о границах были лишь у 42% НП и 30% ТЗ. При этом основным препятствием для внесения сведений о границах является неурегулированные вопросы, связанные со случаями пересечения границ территориальных зон с границами поселений. Внесённые изменения: Статья 1 — Градостроительный кодекс РФ; Статья 2 — Земельный кодекс РФ; Статья 3 — «О введении в действие Земельного кодекса Российской Федерации», от 25 октября 2001 года № 137-ФЗ; Статья 4 — «О введении в действие Градостроительного кодекса Российской Федерации» от 29 декабря 2004 года № 191-ФЗ; Статья 5 — «Об автомобильных дорогах и о дорожной деятельности в Российской Федерации и о внесении изменений в отдельные законодательные акты Российской Федерации» от 8 ноября 2007 года № 257-ФЗ; Статья 6 — «О государственной регистрации недвижимости» от 13 июля 2015 года № 218-ФЗ; Статья 7 — «О внесении изменений в Градостроительный кодекс Российской Федерации и отдельные законодательные акты Российской Федерации» от 31 декабря 2017 года № 507-ФЗ; Статья 8 — «Об общих принципах организации публичной власти в субъектах Российской Федерации» от 21 декабря 2021 года № 414-ФЗ; Статья 9 — условия приминения закона; Статья 10 — срок вступления в силу: - общий порядок — по истечении 180 (ста восьмидесяти дней) после дня его официального опубликования; - особый порядок — в день его официального опубликования. |
| 13 | О внесении изменений в Жилищный кодекс Российской Федерации от 4 августа 2023 года, № 441-ФЗ (совершенствование порядка проведения общего собрания собственников помещений в многоквартирном доме) | Поправки вносят новшество в порядок проведения общих собраний собственников в многоквартирном доме (МКД) с использованием информационной системы (ИС). Новелла коснулась инициаторов онлайн голосования общего собрания собственников (онлайн-ОСС). Инициатор онлайн-ОСС обязан сообщить о предстоящем собрании, указав на электронном ресурсе данные администратора. Если им является юридическое лицо, то необходимо указать: - наименование и организационно-правовую форму организации; - юридический адрес и номер телефона; - сайт организации и её электронную почту; - ФИО представителя от юрлица — администратора собрания, а также реквизиты документа, на основании которого администратор работает в организации. Если администратор — физическое лицо, то указывается ФИО, паспортные данные, место постоянного проживания, номер телефона и электронная почта. Из-за отказа администратора предоставить такую информацию персонального характера, ему проводить собрание ОСС нельзя. При первоначальном выборе администратора для страховки от противоправных действий рекомендуется указывать его персональные данные (ПДн) в сообщении, бюллетене и протоколе. Протокол голосования онлайн-ОСС должен быть оформлен в течение 24 часов после окончания голосования (часть 11 статьи 47.1 ЖК РФ). У инициаторов ОСС теперь есть сутки на внесение каких-либо изменений. Спустя 24 часа сервис автоматически сформирует документы собрания и закроет доступ к редактированию данных. Внесено важное уточнение, что ОСС должно передать своё решение не «по адресу», указанному в сообщении об ОСС, как было ранее, а непосредственно инициатору собрания (часть 1 статьи 47 ЖК РФ). Статья 47.1 ЖК РФ была введена ещё в 2014 году. Она предусматривает правила проведения ОСС с использованием ИС. В данной редакции установлено, что в качестве ИС для онлайн-голосования собственники могут выбрать ГИС ЖКХ или любую другую подходящую им по функционалу систему. ГИС ЖКХ используется для уведомления о проведении ОСС, сообщения о результатах голосования, хранения протоколов собраний и голосования по вопросам повестки дня. Решения онлайн-собраний считаются легитимными и принимаются органами ГЖН. Ранее вопрос с администраторм не был так конкретизирован в жилищном законодательстве. Им мог быть любой человек, в том числе и тот, который вовсе не имел отношения к дому. Новелла сузила круг лиц. Администратором могут быть либо собственник данного МКД, либо управляющая организация (пункт 3.3 части 2 статьи 44 ЖК РФ). При очно-заочном и заочном голосовании необходимо указать время (продолжительность) голосования, помимо её даты (пункт 3 части 5 статьи 45 ЖК РФ). При онлайн-ОСС можно голосовать через МФЦ. Такая возможность будет предоставлена при наличии соглашения между властями субъекта РФ и МФЦ такого субъекта (часть 6 статьи 47.1 ЖК РФ) . Закон вступает в силу 15 августа 2023 года | Депутаты Государственной Думы Неверов С.И. Пахомов С.А. Качкаев П.Р. Кошелев В.А. Пискарёв В.И. Лябихов Р.М. Разворотнева С.В. Бондаренко Е.В. Нуриев М.А. Стрелюхин А.М. Выборный А.Б. Гетта А.А. Якубовский А.В. Булавинов В.Е. Вольфсон И.С. Колунов С.В. Бахметьев В.В. Алексеенко Н.Н. Аксёненко А.С. | Правоприменительная практика выявила множество проблем при проведении ОСС. В их числе — отсутствие возможности пресечения проведения заведомо незаконного ОСС и фальсификация протоколов ОСС в МКД. Данной новеллой эти проблемы не были решены до конца. Действующий порядок проведения ОСС (статья 45 ЖК РФ) не предполагает каких-либо механизмов контроля за правомерностью действий инициатора (администратора) общего собрания и лиц, способствующих ему в проведении собрания. В жилищном законодательстве есть лишь набор формальных процедур и требований, при условии соблюдения которых решения ОСС будут иметь законную силу. Иными словами, собственник квартиры и должностное лицо ГЖН при наличии оснований полагать, что ОСС проведено с нарушением норм права (фальсификации, подлог документов, формальный подход к правоприменению), не в состоянии пресечь факт нарушений. Жилищное и гражданское законодательства дают право обжаловать решения ОСС постфактум и только в судебном порядке. Такая ситуация может создавать условия для нарушения жилищных прав граждан. Разрешение данной проблемы возможно с привлечением информационных технологий — отправки онлайн уведомлений собственниками помещений в МКД в контрольно-надзорные органы о проведении заведомо незаконного ОСС. Наряду с онлайн голосованием, необходимо использовать и офлайн голосование тем, кто не имеет регулярного доступа к сети Интернет в силу социального положения, престарелого возраста и других индивидуальных особенностей собственников жилья. Реализация прав не может быть поставлена в зависимость от наличия у собственника помещения доступа к сети Интернет и личного кабинета в ГИС ЖКХ. Вместе с тем, сочетание офлайн и онлайн голосования на собрании собственников помещений в МКД полностью сочетается с принципом равенства прав и свобод человека, закреплённым в части 2 статьи 19 Конституции РФ. Представляется целесообразным закрепление законодателями в статье 44.1 ЖК РФ положения, согласно которому станет возможным использование гибридной формы проведения общего собрания собственников. На данный момент (5-6 апреля 2024 года) установлены 3 (три) формы общего собрания собственников помещений в МКД: очное, заочное, очно-заочное. Предлагается заменить имеющиеся формы ОСС на одну форму — гибридное голосование, которое будет включать в себя все существующие формы голосования при помощи цифровых технологий. Также необходимо законодательно закрепить в ЖК РФ положение превентивного характера для обеспечения надзора со стороны ГЖН по поводу правомерности решений ОСС помещений в МКД. Если проверка выявит нарушения жилищного законодательства, то необходимо признавать ничтожными решения ОСС, особенно когда от самих собственников МКД массово поступают заявления о фальсификации бланка решения и/или заявления о неучастии в ОСС. Под массовостью следует понимать поступление данных заявлений от 10% (десяти процентов) собственников помещений в МКД и выше. |
| 14 | О внесении изменений в статью 4 Закона Российской Федерации «О статусе столицы Российской Федерации» и статью 157 Жилищного кодекса Российской Федерации от 14 ноября 2023 года, № 532-ФЗ (предоставление отдельному субъекту Российской Федерации права установления порядка расчёта размера платы за отопление) | Данная новелла делигирует органам государственной власти города Москвы право устанавливать порядок предоставления коммунальной услуги по отоплению. Им даются следующие полномочия: - устанавливать собственную методику расчета среднемесячного объёма потребления тепла и определения размера платы за отопление; - устанавливать порядок и сроки корректировки размера платы за отопление; - определять порядок возмещения теплоснабжающей организации недополученных ею доходов при условии существенного колебания температур в зимние периоды (тёплая зима — холодная зима). В соответствии с утверждённым Постановлением Правительства РФ от 6 мая 2011 года, №354 «О предоставлении коммунальных услуг собственникам и пользователям помещений в многоквартирных домах и жилых домов», оплата коммунальной услуги по отоплению осуществляется одним из двух способов: в течение отопительного периода либо равномерно в течение всего календарного года. На всей территории Москвы применяется второй метод расчёта платы за отопление в МКД ― по 1/12 части в месяц. При этом, начисление платы за отопление расчитывается исходя из объёма потребления тепловой энергии только за предыдущий год. Такой подход позволяет распределить значительное повышение платы за квартиру в зимний период на весь год и уменьшить нагрузку на личный бюджет москвичей. Но в первом квартале следующего года производится корректировка оплаты за базовый год. В этом случае доначисляется плата за фактическое потребление тепла в отопительные периоды базового года. В тех случаях, когда предыдущий год был очень тёплым, а базовый год —очень холодным, корректировка в первом квартале следующего года может стать довольно существенной для граждан. К примеру, зима 2020 года была очень тёплой для Москвы. Зима 2021 года, напротив, выдалась очень холодной. Объём потребленного тепла в отдельных домах увеличился от 25% до 50% от объёма тепловой энергии, израсходованной в тёплую зиму 2020 года. После аномально холодной зимы 2021 года москвичи получили одноразовую большую корректировку в первом квартале 2022 года и она оказалась для многих категорий граждан непосильной. Согласно закону, в подобных «климатических качелях» между тёплым и холодным годом, на последующий год необходимо распределить данную корректировку равномерно на 12 месяцев для недопущения социальных волнений, что облегчит бремя оплаты за ЖКУ в Москве. Точно такой же механизм расчёта предполагается в отношении поставщиков тепла, в случае если им необходимо компенсировать выпадающие доходы. | Правительство Российской Федерации (Правительство Мишустина) | Комиссия Государственной думы по обеспечению жилищных прав граждан, под председательством Хованской Галины Петровны, вынесла отрицательное заключение на данный законопроект и не рекомендовала депутатам Государственной думы принимать его. По её словам, с 2017 года в закон «О статусе столицы» начали записывать «особые нормы» федерального законодательства исключительно для Москвы. В итоге образовалась ситуация, что Москва живёт по одним нормам, в то время как вся остальная Россия — по другим. По её мнению, для устранения проблемы не нужно влезать в данный закон, который вообще не предназначен для решения жилищных вопросов. Закон ретроактивен — его положения будут распространяться на правоотношения, возникшие с 1 января 2022 года. Закон вступает в силу в день его официального опубликования. |
| 15 | О внесении изменений в Жилищный кодекс Российской Федерации от 27 ноября 2023 года, № 561-ФЗ (о техническом обследовании многоквартирного дома при реализации программы капитального ремонта) | С 1 сентября 2024 года устанавливается право субъектов Российской Федерации, а также собственников многоквартирных домов (МКД) принимать решение о проведении технического обследования МКД перед осуществлением капитального ремонта. Сроки выполнения работ по капитальному ремонту МКД будут зависеть от технического состояния МКД*. Если МКД признают домом с большим износом, то сроки ремонта подвинут на более ранний срок (то есть дату начала ремонта передвинут «влево»). Согласно новелле №561-ФЗ, обследование технического состояния МКД может быть проведено: - за счёт средств региональных властей путём принятия законодательного акта субъекта РФ. В этом случае финансирование осуществляется за счёт региональных (муниципальных) властей. Перенос работ по капитальному ремонту на более поздний срок по результатам обследования не потребует отдельного решения общего собрания собственников. Есть риск, что региональные власти проведут техобследования с нужным им результатом и капремонт сдвинется по срокам «влево» или, скорее всего, «вправо»; - на основании решения общего собрания собственников квартир в МКД. В этом случае финансирование идёт за счёт средств самих собственников квартир. Такое решение потребует квалифицированного большинства в ⅔ голосов собственников квартир в МКД. Результаты обследования направляются в уполномоченный орган (как правило, Государственная жилищная инспекция региона) и являются основанием для внесения изменений в действующую региональную программу. Обследование технического состояния МКД проводится юридическими лицами, состоящими в реестре СРО (саморегулируемых организаций) на основании членства лиц, выполняющих инженерные изыскания или подготовку проектной документации. Результаты техобследования подвинут «влево» в случае ликвидации последствий аварии, иной чрезвычайной ситуации природного или техногенного характера. Причём принятие решения общего собрания собственников помещений в МКД о переносе срока проведения капремонта в этих случаях также не потребуется. | Депутаты Государственной Думы Пахомов С. А., Качкаев П. Р., Выборный А. Б. | *Техническое состояние МКД — это состояние общедомового имущества, к которому относятся кровля, чердак, подвал, фасады, лифты, лестницы и так далее. Также к такому имуществу относятся инженерно-технические коммуникации (системы отопления, водоснабжения, безопасности и прочее). Федеральный закон вступает в силу с 1 сентября 2024 года. |
| 16 | О внесении изменения в статью 161.1 Жилищного кодекса Российской Федерации от 12 декабря 2023 года, № 592-ФЗ (упрощение процедуры представления председателем совета многоквартирного дома интересов собственников в многоквартирном доме) | Ранее (до 12 декабря 2023 года) председатель совета многоквартирного дома (МКД) имел право выступать в суде в качестве представителя собственников в данном доме по делам, связанным с: - управлением данным домом; - предостовлением коммунальных услуг. Для этого ему выдавалась доверенность собственниками МКД. Но практика правоприменения показывала, что собрать доверенности со всех собственников помещений в МКД зачастую не представлялось возможным. Для упрощения процедуры принят Федеральный закон №592-ФЗ о внесении изменения в статью 161.1 ЖК РФ. Данная новелла гласит, что председатель совета МКД вправе выступать в суде в качестве представителя собственников помещений в данном доме по делам, связанным с управлением данным домом и предоставлением коммунальных услуг: - на основании доверенностей, выданных собственниками помещений в МКД; - действуя без доверенности, в случае наделения его таким полномочием по решению общего собрания собственников помещений в МКД. Решение общего собрания о наделении полномочиями председателя совета МКД в суде в качестве представителя собственников должно быть оформлено протоколом общего собрания собственников. При этом в обязательном порядке документ должен содержать следующий перечень: - споров, связанных с управлением МКД и предоставлением ему коммунальных услуг, по которым председатель совета МКД вправе выступать в суде в качестве представителя собственников, - процессуальных действий, которые председатель совета МКД вправе совершать от имени собственников помещений в МКД. Закон вступает в силу со дня его официального опубликования (с 12 декабря 2023 года). | Депутаты Государственной Думы Пахомов С.А. Качкаев П.Р. Кошелев В.А. Разворотнева С.В. Бондаренко Е.В. Нуриев М.А. Бидонько С.Ю. | Данная новелла порождает комплекс проблем цивилистического характера, такие как представительство в суде, процессуальное участие в процессе, защита чужих прав, производство по делам о защите прав и законных интересов других лиц. Согласно базовым правилам, порядок судопроизводства должен определяться Гражданско-процессуальным кодексом РФ. Порядок может определятся и другими Федеральными законами, но лишь принимаемыми на основе ГПК РФ (часть 1 статьи 1). Данный способ подтверждения полномочий председателя совета МКД не предусмотрен в ГПК РФ. Он действительно может представлять интересы собственников жилья, но только лишь на основании доверенности. Проблемой является также то, что, в силу решения собрания собственников, он становится представителем и тех собственников, которые за него не голосовали или голосовали против. Для делегирования представительства в суде достаточно кворума в ⅔ голосов от общего числа собственников в МКД. Судебное представительство против воли дееспособного собственника помещения в МКД уже несёт потенциальное нарушение процессуальных прав последнего. Исходя из норм процессуального права, предлагается рассматривать дела о защите прав и законных интересов группы лиц (Глава 22.3 ГПК РФ). Тогда председатель совета МКД будет трактоваться как представитель некоторого числа собственников в МКД, в то время как другим собственникам предоставятся процессуальные права оспорить его представительство. После введения данной новеллы (статья 161.1 ЖК РФ) в жилищное право нашло отражение такое явление, как целевое представительство. Оно заключается в том, что решение общего собрания должно содержать перечень споров, по которым председатель совета МКД вправе выступать в суде. Перечисление в доверенности всех возможных процессуальных действий представителя собственников МКД является весьма проблемным, с учётом многоплановости процессуальных тонкостей. Подобное перечисление полномочий в доверенности может привести к тупику в процессуальном законодательстве. Требование данной новеллы в ЖК РФ об ограниченном перечне всех процессуальных действий председателя совета МКД вступает в явное противоречие с императивно выраженным правилом ГПК РФ (часть 1 статьи 54 ГПК РФ): представитель вправе совершать все процессуальные действия, кроме тех, которые специально запрещены в доверенности либо противоречат законодательству РФ. |
| 17 | О внесении изменений в статьи 44 и 157.2 Жилищного кодекса Российской Федерации и статью 9 Федерального закона «О внесении изменений в отдельные законодательные акты Российской Федерации» от 12 декабря 2023 года, № 593-ФЗ (совершенствование регулирования предоставления коммунальных услуг) | Поправками регулируются вопросы заключения прямых договоров между собственниками помещений в многоквартирном доме и ресурсоснабжающими организациями. Если дата заключения договора не определена решением общего собрания собственников, то договор считается заключённым по истечении 90 дней со дня получения ресурсоснабжающей организацией, региональным оператором копий решения и протокола общего собрания собственников. Решения и протокол могут быть направлены заказным письмом или вручены под роспись. Изменение (расторжение) договора, в котором содержатся положение о предоставлении коммунальных услуг и (или) договор на оказание услуг по обращению с твердыми коммунальными отходами, возможно при получении согласия всех собственников помещений в данном многоквартирном доме. | Депутаты Государственной Думы П.Р.Качкаев С.А.Пахомов И.В.Осипов И.М.Гусева | Согласно статье 6 Федерального закона, Федеральные законы вступают в силу на всей территории Российской Федерации по истечении 10 дней после дня их официального опубликования, если самими законами не установлен другой порядок вступления их в силу. Закон вступил в силу 22 декабря 2023 года |
| 18 | О внесении изменений в Жилищный кодекс Российской Федерации от 19 декабря 2023 года, № 601-ФЗ (уточнение срока возникновения обязанности по уплате взносов на капитальный ремонт) | Обязанность по уплате взносов на капитальный ремонт возникает у собственников помещений в МКД не сразу, а по истечении срока эксплуатации здания. Эта обязанность собственника регулируется законом субъекта РФ. Срок должен составлять не менее трех и не более восьми календарных месяцев, начиная с месяца, следующего за месяцем, в котором была официально опубликована региональная программа капитального ремонта, в которую включен этот МКД (часть 3 статьи 169 ЖК РФ). Помимо этого срока, федеральный законодатель наделил субъекты РФ полномочием предоставлять собственникам помещений в МКД дополнительную отсрочку, когда собственник не платит взносы на капитальный ремонт (часть 5.1 статьи 170 ЖК РФ). Однако в правоприменении этого положения возникли определённые трудности. Если все секции начинают эксплуатировать одновременно, то проблем не возникает. Но наличие в составе МКД нескольких секций (частей, зданий), имеющих общий адрес, но введенных в эксплуатацию в разное время, никак не было урегулировано Жилищным кодексом РФ. В Конституционный суд РФ обратился гражданин Российской Федерации Стрельцов М. А. В ходе рассмотрения части 5.1 статьи 170 ЖК РФ , КС РФ признал данное положение НЕКОНСТИТУЦИОННЫМ и обязал законодателей устранить правовой пробел в регулировании отсрочки по уплате взносов на капремонт. Закон № 601-ФЗ принят во исполнении Постановления Конституционного суда Российской Федерации от 12 июля 2022 года, № 30-П. По буквальному смыслу ранее предусматривалось, что под вводом дома в эксплуатацию понимается завершение строительства в полном объёме всех его секций. Это не отражает современных тенденций возведения многоквартирных домов с поэтапным строительством его частей. Часть 5.1 статьи 170 ЖК РФ порождает неопределённость по решению вопроса, когда именно возникает обязанность по уплате взносов на капитальный ремонт у собственников помещений. Новой редакцией новеллы регламентирована оплата взносов на капитальный ремонт для собственников помещений, расположенных в части МКД, введённой в эксплуатацию после утверждения региональной программы капитального ремонта при изменении параметров дома. Региональные власти определяют срок, в течение которого действует отсрочка обязанности по уплате взносов на капитальный ремонт у таких собственников, но не более пяти лет с даты внесения в региональную программу изменений по новым параметрам дома. Если дата, с которой возникает обязанность платить за капремонт предшествует дате введения части МКД в эксплуатацию, собственники начинают платить за капремонт по общему порядку, если не принят иной способ формирования фонда капитального имущества на общем собрании собственников данного МКД. | Правительство Российской Федерации (Правительство Мишустина) | Закон ретроактивен — новые положения ЖК РФ распространяются на правоотношения, возникшие до дня вступления в силу вышеприведенных норм. Закон вступил в силу с момента его официального опубликования (19 декабря 2023 года). |
| 19 | О внесении изменений в статью 155 Жилищного кодекса Российской Федерации и отдельные законодательные акты Российской Федерации от 19 декабря 2023 года, № 602-ФЗ (введение запрета на взимание комиссионного вознаграждения при внесении физическими лицами платы за жилое помещение и коммунальные услуги) | Закон освобождает физических лиц, нуждающихся в социальной поддержке, от оплаты комиссионного вознаграждения кредитным организациям (банкам) и платежным агентам за следующие виды платежей: - перечисление платы за жилое помещение и жилищно-коммунальные услуги (ЖКУ); - пеней за несвоевременное и (или) неполное внесение платы за жилое помещение и коммунальные услуги. Распоряжением Правительства РФ от 27 апреля 2024 года, №1059-р утвержден перечень лиц, с которых не будут взимать комиссию при оплате жилья и коммунальных услуг, а также пеней за просрочку и (или) неполную оплату. Перечень лиц, которые нуждаются в социальной поддержке и подлежат освобождению от комиссионного вознаграждения: 1. члены многодетных семей старше 18 лет; 2. пенсионеры; 3. инвалиды; 4. ветераны боевых действий; 5. члены семей погибших (умерших) инвалидов войны, участников Великой Отечественной войны и ветеранов боевых действий. Для оплаты ЖКУ без комиссии плательщику потребуется паспорт и документ, подтверждающий льготную категорию. Исключение из нового регулирования ― Почта России. В этом учреждении без изменений продолжат брать комиссию со всех категорий граждан России. | Депутаты Государственной Думы В.В.Володин С.И.Неверов А.Д.Жуков А.К.Исаев И.Б.Дивинский | Структура закона: статья 1 — дополнение частью 20 статьи 155 Жилищного кодекса РФ; статья 2 — дополнение новой частью 3 статьи 29 Закона РФ «О банках и банковской деятельности» от 2 декабря 1990 года N 395-1, части 3 — 11 соответственно считать частями 4 — 12; статья 3 — часть 4 статьи 18 «О почтовой связи» от 17 июля 1999 года № 176-ФЗ дополнить предложением; статья 4 — Федеральный закон «О деятельности по приему платежей физических лиц, осуществляемой платежными агентами» от 3 июня 2009 года № 103-ФЗ дополнить: - часть 2 статьи 3 словами, - статью 4 новой частью 22. статья 5 ― статью 14 Федерального закона «О национальной платежной системе» от 27 июня 2011 года № 161-ФЗ: - часть 10 дополнить словами, - часть 11 дополнить словами, - дополнить новой частью 11.1'; статья 6 ― срок вступления закона в силу: - общий порядок ― с 1 июля 2024 года |
| 20 | О внесении изменений в Жилищный кодекс Российской Федерации и Федеральный закон «О государственной регистрации недвижимости» от 19 декабря 2023 года, № 608-ФЗ (совершенствование процедуры перевода жилого (нежилого) помещения в нежилое (жилое) помещение) | Данная новелла изменяет процедуру перевода помещения из жилого в нежилое (и наоборот). Впервые законодатель пояснил, что именно понимать под «перепланировкой помещения». Перепланировка имеет место, если зафиксировано хотя бы одно из следующих обстоятельств (часть 2 статьи 25 ЖК РФ): - изменились границы помещения; - изменилась площадь помещения; - образованы новые помещения (в том числе в результате объединения или разделения смежных помещений); - изменилась внутренняя планировка (переустройство) помещения, даже если границы и (или) площадь помещения не изменились. Поправки уточнили срок завершения перепланировки и переустройства помещения. В таком случае выдаётся акт приёмочной комиссии. Указанный документ оформляется в течение 30 календарных дней органом местного самоуправления. Окончание процедуры перепланировки помещения — это дата внесения новых сведений в Единый государственный реестр недвижимости (ЕГРН). Муниципальные органы не позднее 5 (пяти) рабочих дней после утверждения акта приёмочной комиссии обязаны направить в Росреестр заявление о кадастровом учёте и регистрации прав на перепланированное помещение. Переустройство помещения в многоквартирном доме (МКД) считается завершенным со дня утверждения акта приёмочной комиссии. Для завершения переустройства необходимо направить уведомление в муниципальный орган местного самоуправления, приложив к нему технический паспорт перепланированного помещения. В срок, не превышающий 35 календарных дней, орган местного самоуправления должен направить в Росреестр необходимый комплект документов для внесения новых сведений о помещении в ЕГРН. | Депутаты Государственной Думы Кошелев В.А. Пахомов С.А. Качкаев П.Р. | Закон вступил в силу с 1 апреля 2024 года |
| 21 | О внесении изменений в Градостроительный кодекс Российской Федерации и отдельные законодательные акты Российской Федерации от 25 декабря 2023 года, № 627-ФЗ (о регулировании вопросов комплексного развития территории) | В конце 2020 года поправки в Градостроительный кодекс РФ (ФЗ «О внесении изменений в Градостроительный кодекс Российской Федерации и отдельные законодательные акты Российской Федерации в целях обеспечения комплексного развития территорий» от 30 декабря 2020 № 494-ФЗ) унифицировали различные типы механизма комплексной застройки в единый вид — комплексное развитие территорий (КРТ). Это позволило распространить московскую практику реновации жилья на всю территорию России, а в столице создать механизм «ржавого пояса» — используемых не по назначению или низкоэффективных промышленных зон. Новеллы, вносимые в базовый закон о КРТ, уточняют права «операторов» КРТ, давая им возможность реализовать проект по заранее утвержденной документации. Поправки призваны устранить противоречия, с которыми столкнулся механизм КРТ за первые три года его применения: - вводится понятие оператор КРТ — это юридическое лицо, обеспечивающее реализацию решения о КРТ. Порядок осуществления деятельности оператора КРТ установлен в новой статье 71. Операторами КРТ могут быть только юридические лица, созданные: а) Российской Федерацией или её субъектом; б) или чтобы в уставном (складочном) капитале доля России (её субъекта) была не менее 50%; в) или дочернее общество, в уставном (складочном) капитале которого более 50% долей принадлежит такому юридическому лицу. Оператор КРТ наделяется полномочиями: 1. принимать решение о проведении торгов на право заключения договора о КРТ, определять организатора таких торгов и заключать договор о КРТ по результатам таких торгов (ранее такое право имели только органы государственной власти); 2. передавать в субаренду земельный участок (ЗУ) из фонда земель государственной либо муниципальной собственности без согласия арендодателя. Такой участок оператор КРТ может передать в субаренду победителю торгов или своим дочерним обществам; 3. заключать соглашение с уполномоченными органами публичной власти, а также местного самоуправления. Основание, содержание и порядок заключения такого соглашения устанавливаются Правительством РФ или субъектом РФ; 4. ходатайствовать об изъятии ЗУ для государственных или муниципальных нужд (в соответствии с Земельным кодексом РФ). - Установлена возможность утверждения документации по планировке территории для проектов КРТ по инициативе правообладателей в упрощённом порядке, предусмотренном для других видов КРТ ( см. в Примечании ⇒⇒⇒); - В новелле предусмотрена возможность подготовки проектной и рабочей документации для объектов, размещение которых закладывается в границах территории КРТ, до образования земельных участков. Подобная процедура возможна на основании утверждённой документации по планировке территории и (или) градостроительного плана земельного участка (ГПЗУ). При этом ГПЗУ может выдаваться до образования ЗУ на основании утверждённого проекта планировки территории (ППТ), а также проекта межевания территории (ПМТ) и (или) схемы расположения ЗУ на кадастровом плане территории; - В границы территории КРТ, незастроенных территорий могут включаться ЗУ, находящиеся в государственной или муниципальной собственности, на которых установлены земельные сервитуты; - На проекты КРТ распространяется порядок переустройства и выноса сетей, предусмотренный статьей 52.2 Градкодекса РФ; - Вводится требование о включении в ГИСОГД информации о КРТ (утверждение КРТ, договор о КРТ, иные документы и материалы, выданные в рамках осуществления КРТ); - В ГПЗУ включается информация о расположении ЗУ в границах территории, в отношении которой принято решение или заключён договор о КРТ; - Установлен перечень лиц, с которыми не требуется заключать договор о КРТ нежилой застройки. Это правообладатели сетей инженерно-технического обеспечения, необходимых для функционирования объектов капитального строительства (ОКС), расположенных в границах территории, подлежащей комплексному развитию; - Если правообладатели выражают желание заключить договор о КРТ нежилой застройки, то устанавливается предельный срок в 60 дней. По истечении этого срока орган публичной власти, принявший решение о КРТ нежилой застройки, вправе отказаться от заключения договора о КРТ. В этом случае он может самостоятельно принять решение о КРТ или проведении торгов; - Устанавливается возможность осуществления КРТ в соответствии с ранее принятой документацией по планировке территории; - В договоре о КРТ может быть предусмотрена возможность безвозмездной передачи в государственную или муниципальную собственность отдельных помещений после окончания их строительства в объектах коммунальной, транспортной и социальной инфраструктур; - Условия передачи или приобретения объектов транспортной, инженерной и социальной инфраструктур, созданные лицом, заключившим договор о КРТ, определяются договором о КРТ; - В случаях, определённых Правительством РФ, торги могут проводиться на право заключения двух и более договоров о КРТ; - Правообладатели линейных объектов не могут участвовать в КРТ; - В соглашении между правообладателями, реализующими проекты КРТ, указывается лицо, уполномоченное на передачу в орган местного самоуправления договора о КРТ и получение подписанного договора о КРТ; - Если проект договора о КРТ не поступил в орган местного самоуправления от правообладателей в течение 60 дней, муниципалитет вправе принять решение об отказе от заключения такого договора. Институт развития в жилищной сфере ДОМ.РФ вправе: 1. предоставить собственнику незавершённого строительства земельный участок в аренду без торгов, если срок его завершения планируется до 3 (трёх) лет; 2. получить объекты недвижимости (после окончания строительства), перечень и условия передачи которых определены в договоре о КРТ незастроенных территорий; 3. направить в комиссию по подготовке проекта ПЗЗ предложений о внесении изменений в ПЗЗ (в целях реализации решения о КРТ незастроенных территорий); 4. принять решение о подготовке документации ППТ в отношении территории, находящейся под развитием ДОМ.РФ. Институт развития может развивать территорию самостоятельно либо с привлечением сторонних организаций. | Правительство Российской Федерации (Правительство Мишустина) | ⇒⇒⇒ Виды территорий под КРТ Согласно части 1 статьи 65 Градкодекса РФ, в 2020 году принято четыре основных вида комплексного развития территории: 1. КРТ жилой застройки ― территория для развития включает в свои границы один или несколько элементов планировочной структуры, их части, в которых расположены аварийные/ветхие/неблагоустроенные многоквартирные дома (часть 2 статьи 65 Градкодекса РФ); 2. КРТ нежилой застройки ― на территории нет многоквартирных домов, но есть аварийные/ветхие нежилые здания и объекты, в том числе самострой (часть 4 статьи 65 Градкодекса РФ); 3. КРТ незастроенной территории ― в границы территории включены земельные участки, в том числе с расположенными на них зданиями, которые находятся в государственной либо муниципальной собственности, без обременения правами иных лиц; 4. КРТ по инициативе правообладателей ― такой проект проводится по инициативе правообладателей земельных участков и (или) расположенных на них объектов недвижимости, то есть по желанию собственников земли и (или) зданий. Следовательно, собственники помещений в МКД и управляющие организации могут столкнуться с первым видом комплексного развития территории. В проект иного КРТ их дом включен быть не может. Данные изменения носят системный характер, однако некоторые вопросы по применению закона о КРТ так и остались неурегулированными. В 2020 году изменения в Градостроительный кодекс РФ предусматривали изъятие участков под комплексное развитие территорий. Тем не менее, Земельный кодекс РФ не дополнился новеллами, регулирующими механизм КРТ. Важным вопросом остаётся практическое отсутствие информирования собственников (правообладателей) о наличии границ КРТ. Границы напрямую влияют на режим использования земли уже с момента их установления в правилах землепользования и застройки. В первом чтении законопроекта многоквартирные (МКД) и индивидуальные (ИЖС) дома были включены в границы КРТ нежилой застройки: предлагалось включать любую жилую недвижимость в КРТ НЗ, права на землю под которой не оформлены. Также предлагалось установить запрет для МКД на исключение из КРТ, если орган власти уже принял решение о проведении торгов. Однако к третьему чтению эти поправки были исключены из-за потенциальных социальных волнений. Проектируемые новеллы порождали массу споров из-за включения в реновацию по модели КРТ. При этом предполагалось существенно ограничить права собственников жилья. К примеру, операторы КРТ уже могут реализовывать возложенные на них функции на основании особого соглашения между ним и субъектом Российской Федерации или Правительством РФ. Отдельно для Москвы прописаны особые условия реализации проектов операторами КРТ, которые в процессе развития по каким-то причинам перестали отвечать требованиям, предъявляемым к ним федеральным законодательством (к примеру, по вопросу о минимальной доле участия государства в их капитале). Закон даёт право реализовать проект КРТ в соответствии с заранее утвержденной документацией о планировки территории (ДПТ). Ранее при любом проекте надо было заново утверждать ДПТ. Поправки не только устранили эту сложность, но и дополнили положение о реализации КРТ — по инициативе правообладателей (статья 70 Градкодекса РФ). Поправки уточняют критерий установления границ КРТ и включения в эту зону недвижимости, признанной самовольной постройкой. Теперь устанавление границ будет проходить в отношении самовольных зданий по их фактическому состоянию. Решения суда, как было раньше, в новом регулировании не требуется. Расширен перечень лиц, от которых не требуется получения согласия на заключение договора о КРТ. Кроме государственных и муниципальных органов, исключаются правообладатели инженерно-технической инфраструктуры и лица, не отвечающие критериям статьи 70 Градкодекса РФ. По инициативе собственников не потребуется звать с собой в реализацию КРТ правообладателей сетей. В целом, ограничение перечня согласований позитивно воспринимается правообладателями сетей, ведь фактически снимается избыточная ответственность перед городом в рамках договора о КРТ. Остаётся неясным, как в течение 45 дней собственники должны договорится и составить проект реализации КРТ. Это в очередной раз поднимает необходимость их информирования о КРТ. Наконец, закон позволяет Правительству РФ определять случаи, когда торги могут проводиться «конвейерным типом». То есть на право заключения сразу нескольких договоров о КРТ. Теперь возможно заключение целого комплекта договоров о КРТ в рамках торгов. Более того, закрепляется срок на заключение договора о КРТ с собственниками в течение 60 дней. В случае истечения этого срока оганы власти вправе принять решение об ином способе реализации проекта. Структура закона: Статья 1 ― Градостроительный кодекс РФ; Статья 2 ― «О статусе столицы Российской Федерации» от 15 апреля 1993 года № 4802-I; Статья 3 ― Земельный кодекс РФ; Статья 4 ― Жилищный кодекс РФ; Статья 5 ― «О Фонде содействия реформированию жилищно-коммунального хозяйства» от 21 июля 2007 года № 185-ФЗ; Статья 6 ― «О содействии развитию жилищного строительства» от 24 июля 2008 года № 161-ФЗ; Статья 7 ― «О публично-правовой компании «Фонд развития территорий» и о внесении изменений в отдельные законодательные акты Российской Федерации» от 29 июля 2017 года № 218-ФЗ; Статья 8 ― «О публично-правовой компании «Роскадастр» от 30 декабря 2021 года № 448-ФЗ; Статья 9 ― «О внесении изменений в Градостроительный кодекс Российской Федерации и отдельные законодательные акты Российской Федерации» от 4 августа 2023 года N 438-ФЗ; Статья 10 ― вступление закона в силу: - общий порядок ― с 1 января 2024 года |
| 22 | О внесении изменений в Федеральный закон «Технический регламент о безопасности зданий и сооружений» и отдельные законодательные акты Российской Федерации от 25 декабря 2023 года, № 653-ФЗ (о переходе к параметрическому нормированию в целях обеспечения безопасности зданий, сооружений) | На данный момент (2023 год) в мире сложились три разных схемы нормирования, метода формирования и применения норм и стандартов в строительстве: - предписывающий метод; - параметрический метод; - целевой (гибридный) метод. Советская система строительства была построена на предписывающем методе. Данный метод относительно прост при законодательно-нормативном регулировании. В формулировании требований, предписывающий метод руководствуется принципом «Делай так!». Нормирование же состоит из поэлементного описания объекта строительства, предписывая определённые решения, конструкции, материалы, рабочие характеристики и прочее. Иными словами, строительные нормы превращаются в инструкции по эксплуатации, которые затем оформляются в стандарты. Как правило, при подобном методе функциональные требования к строительству развиты слабо. Схема исполнения в рамках предписывающего метода предельно проста — достаточно выполнения количественного критерия (к примеру, ширина проезда должна составлять 6 метров, иначе штрафные санкции). Нормативные документы в рамках такого подхода складываются в технические регламенты, из которых, по-сути, и состоит российская нормативная база. (Схематичный план данного метода см. в Примечании ⇒⇒⇒) Параметрический метод нормирования построен на иерархии целей и задач. Главная цель указанного нормирования — обеспечить выполнение социально значимых задач, которые стоят перед участниками строительства. В вершине пирамиды (I уровень нормирования) задаются конкретные цели нормирования. Эти задачи формулируются через законодательные и нормативные акты. II уровень нормирования — функциональные требования, которые утверждаются в самой строительной компании, в зависимости от параметров воздвигаемых зданий. И, наконец, III уровень — требования к рабочим характеристикам, которые вытекают из функциональных требований. I уровень нормирования составляют нормы российского строительного законодательства. Это единственные документы, которые могут регулировать отношения в области строительства. На этом уровне обязательность нормативных документов заканчивается. Соблюдение строительных норм на двух других уровнях носит добровольный характер. Для соблюдения строительных норм участниками строительной деятельности законодательство предусматривает два подхода – приемлемых решений и альтернативных решений. Метод приемлемых решений заключается в том, что ко всем положениям строительного законодательства прилагаются нормативные пособия, в которых Минстрой РФ либо другие ведомства детально прописывают положения в законах в виде схем и дают прямые ссылки на стандарты и своды правил, которые уже утверждены. Это те же самые инструкции, что применялись в строительной отрасли при предписывающем методе строительства. При отсутствии каких-либо инноваций можно работать по заданной схеме. Если строительная компания работает над уникальным объектом статья 48.1 Градостроительного кодекса РФ, сложным по своим характеристикам, то тогда необходимо альтернативное решение. Суть его состоит в том, что можно не исполнять стандарты и своды правил, но надо доказать органам надзора и контроля, что возведение уникальной конструкции является безопасным, а строительные материалы соответствуют нормам. Согласно новелле №653-ФЗ, с 1 сентября 2024 года перечень обязательных требований упразднён — такие требования будут содержаться только в Техническом регламенте о безопасности зданий и сооружений. С отменой перечня обязательных требований специальные технические условия (СТУ) больше согласоввываться не будут. Поправки также предусматривают создание электронного реестра требований (далее — ЭРТ), применяемых на добровольной основе. Они подлежат применению при следующих работах: - инженерные изыскания; - архитектурно-строительное проектирование; - проведение экспертизы проектно-сметной документации; - экспертиза результатов инженерных изысканий; - строительство объектов капитального строительства; - реконструкции, капитальном ремонте, эксплуатации и сносе ОК. Если проектная документация будет содержать решения, не предусмотренные в документах ЭРТ, их применение необходимо обосновать одним из следующих способов (часть 6 статьи 15 Технического регламента): - результатами исследований; - расчётами и (или) испытаниями; - моделированием сценариев возникновения опасных природных процессов и явлений и (или) техногенных воздействий; - оценкой риска возникновения опасных природных процессов и явлений и (или) техногенных воздействий. Технический регламент будет соблюдаться через: - национальные стандарты России, а также своды правил — они применяются со дня их включения в ЭРТ; - международные стандарты, региональные стандарты и своды правил, стандарты иностранных государств и своды правил иностранных государств — указанные документы будут применяться со дня их регистрации в Федеральном информационном фонде технических регламентов и стандартов; - стандарты организаций — применяются после их регистрации в Федеральном фонде стандартов; - результаты применения способов обоснования (часть 6 статьи 15 Технического регламента). Обоснование должно быть заверено лицом, осуществляющим подготовку проектной документации. Если нацстандарты и своды правил подлежат ревизии, пересмотру и (или) актуализации не реже, чем один раз в пять лет, то таких требований к региональным и международным стандартам в законе №665-ФЗ не содержится. Поправка не предполагает создание единого перечня стандартов и сводов правил. Нацстандарты и своды правил будут применяться со дня включения их в реестр требований, предусмотренный Градостроительным кодексом РФ. Международные стандарты, региональные стандарты и своды правил, стандарты иностранных государств применяются со дня их регистрации в «Федеральном информационном фонде технических регламентов и стандартов». Стандарты организаций применяются со дня их регистрации в «Федеральном информационном фонде стандартов». Таким образом, информация будет содержаться в трёх разных источниках, нося локальный характер. | Правительство Российской Федерации (Правительство Мишустина) | Параметрический метод нормирования в России должен осуществляться очень взвешенно и осторожно. В 1990-е годы была предпринята попытка перехода на параметрический метод нормирования. Тогда были отменены все нормативные документы по организации строительства. В России метод параметрии стал пониматься как метод «вседозволенности», что приводило к деградации и потере профессиональной компетенции. На 2024 год в строительной отрасли разделы проектной документации (ПОС) и проект производства работ (ППР) стали формальностью для многих видов строительства, превратились в типовой набор разделов, не относящихся к реалиям строительного производства конкретной строительной площадки, что может негативно сказаться на всей строительной индустрии. Положительный эффект от перехода на параметрический метод можно получить только при условии учёта нескольких факторов: - актуальности нормативной базы; - техническим и информационным обеспечением; - профессиональной квалификацией кадров при применении параметрического метода нормирования. В основе параметрического нормирования лежит концепция, которая предполагает, что здание на всех этапах жизненного цикла должно соответствовать конкретным целям безопасности и эффективности. Каждая стадия цикла завершается демонстрацией определённых характеристик с помощью анализа, моделирования, тестирования или их комбинации на каждом этапе жизненного цикла здания. В России в качестве основной цели перехода на параметрический метод декларируются несколько иные задачи: снижение административных барьеров, «демократизация» проектирования и строительства. Эти задачи ставят перед собой ускорение инвестиционного и строительного цикла, но не задачи параметрического нормирования в первоначальном смысле этого термина. Вносимые изменения в: Статья 1 — «Технический регламент о безопасности зданий и сооружений» от 30 декабря 2009 года № 384-ФЗ; Статья 2 — Градостроительный кодекс РФ; Статья 3 — «О лицензировании отдельных видов деятельности» от 4 мая 2011 года N 99-ФЗ; Статья 4 — особенности подготовки проектной документации и (или) выполнения инженерных изысканий, выданных до 1 сентября 2024 года; особенности документации по планировке территории, утверждённой до 1 сентября 2024 года. (ультраактивность закона); Статья 5 — вступление в силу настоящего закона: общий порядок — с 1 сентября 2024 года; особый порядок — с 1 марта 2026 года. |
| 23 | О внесении изменений в статьи 193 и 195 Жилищного кодекса Российской Федерации от 25 декабря 2023 года, № 662-ФЗ (создание дополнительных условий, препятствующих деятельности недобросовестных управляющих организаций по управлению многоквартирными домами) | Новеллами ужесточены требования к соискателям лицензии на право управлять многоквартирными домами. Данная редакция двух статей, как полагают законодатели, закрывает рынок коммунальных услуг от недобросовестных управляющих компаний (УК). В таких «серых схемах» компания допускает неоднократные нарушения, а учредитель компании специально банкротит её с целью открытия новой организации, чтобы заново пройти лицензирование и взять дома в управление. Согласно поправкам в ЖК РФ, к соискателю лицензии будет предъявляться дополнительное лицензионное требование об отсутствии сведений об учредителе в реестре дисквалифицированных лиц. Лицензию не получит тот, кто в последние 3 (три) года привлекался к административной ответственности за грубое нарушение лицензионных требований. Кроме того, для получения лицензии должна отсутствовать неснятая или непогашенная судимость за преступления в сфере экономики, за преступления средней тяжести, тяжкие и особо тяжкие преступления. Указанный «черный список» уже ведет Минстрой РФ, но учредители до сих пор туда не вносились. По новому закону, в «черный список», наравне с руководителями УК, будут попадать и учредители компаний, не исполнивших свои обязательства перед жильцами. | Сенаторы Российской Федерации Турчак А. А. Рукавишникова И. В. Депутаты Государственной Думы Пахомов С. А. Качкаев П. Р. | Закон вступает в силу с 1 сентября 2024 года |